# 帕拉提納美術館
帕拉蒂納美術館（義大利語：Galleria Palatina），是在義大利佛羅倫斯彼提宫內的一座藝術博物館，主要收藏美第奇家族的龐大藏品，「帕拉蒂納」（Palatina）在義大利語裡的意思是「宮殿的」，所以如果用意譯的話可翻譯為宮殿美術館，美術館與波波里花園同為烏菲茲美術館的一部分。

## 歷史
皮蒂宮早在1461年就已存在於世，根據記載這座宮殿是佛羅倫斯富有的銀行家盧卡·皮蒂所下令建造的，但直到他死時宮殿都尚未完工，雖然瓦薩里斷言此建築的設計師為菲利波·布魯內萊斯基，但沒有任何契約文件可以證實此說法。1550年，時任佛羅倫斯公爵夫人托萊多的埃萊奧諾拉以9,000斯庫多將宮殿連同周遭花園、廣場買下，並希望能將其改造為適合居住的宮殿，一系列的擴建就此展開，美第奇家族聘請了建築師巴爾托洛梅奧·阿曼納蒂將主體建築進行擴建並增加了兩翼，1564年家族也委託瓦薩里修建連結舊宮的瓦薩里走廊，以便家族成員、貴賓能在兩個建築間快速移轉而不必穿過擁擠的人群。
不過美第奇家族有很長一段時間都沒有真正住進過皮蒂宮，反而比較像是把宮殿當作賓客的住所，一直到1589年托斯卡納大公斐迪南一世·德·美第奇與克里斯蒂娜·洛林結婚後，皮蒂宮才成為家族的官方住所，由於家族不斷增加的人口，之後又經過了幾次擴建，邀請了當時著名的藝術家來為宮殿繪製濕壁畫，並且也在宮殿外設計了著名的波波里花園。
在美第奇家族絕嗣後宮殿隨著整個公國移交給了洛林家族，在19世紀初宮殿曾短暫的被波拿巴家族佔據，拿破崙垮台後洛林家族復辟，復辟後的大公利奧波德二世持續擴建、裝飾這座絕美的宮殿並於1828年宣布帕拉提納美術館將正式對公眾開放，當時的美術館預定坐落在宮殿的西側，而東側仍舊作為大公的住所，最後於1834年，美術館正式落成。

## 主要館藏列表
如同烏菲茲美術館，帕拉提納美術館的收藏同樣大多來自美第奇家族數百年來的收藏，以下列出數幅較為出名的藏品：

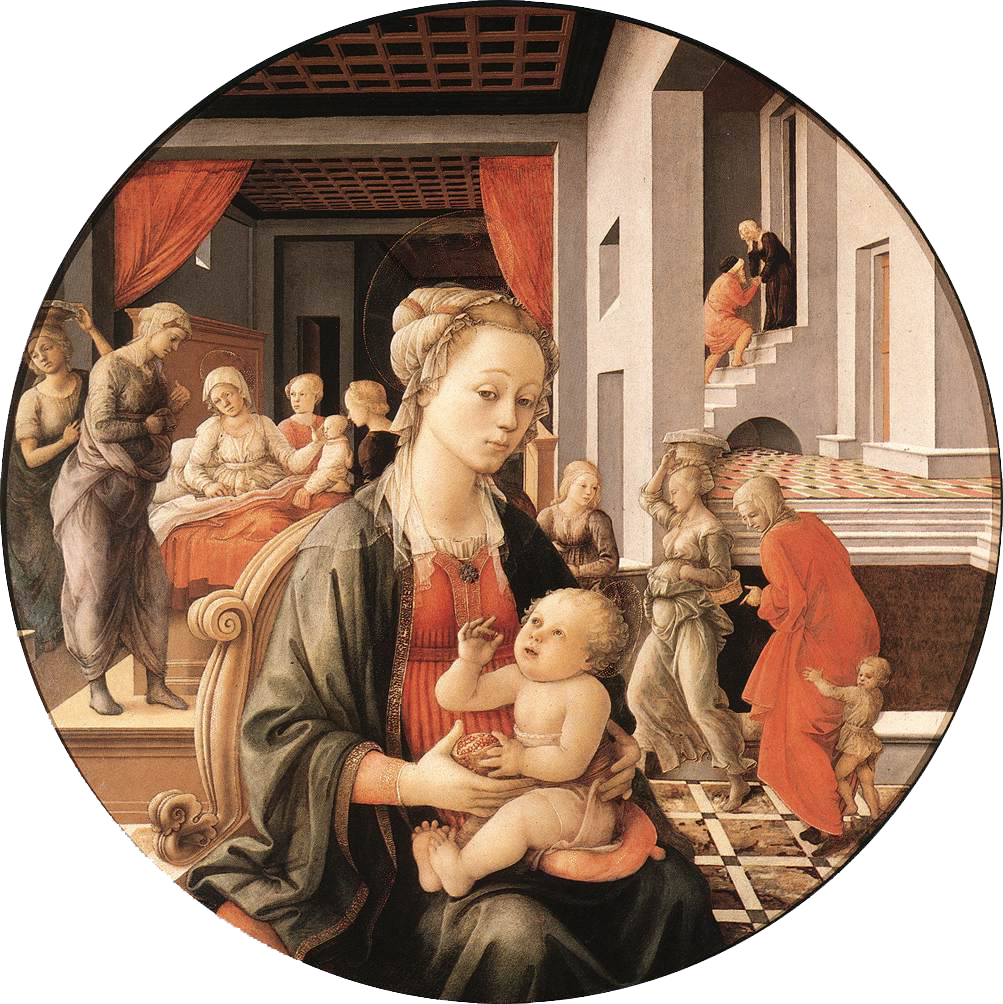
菲利波·利皮的《巴爾托里尼圓圖（義大利語：Tondo Bartolini）》， 直徑135cm，約作於1452－1453年，自16世紀起成為美第奇家族藏品
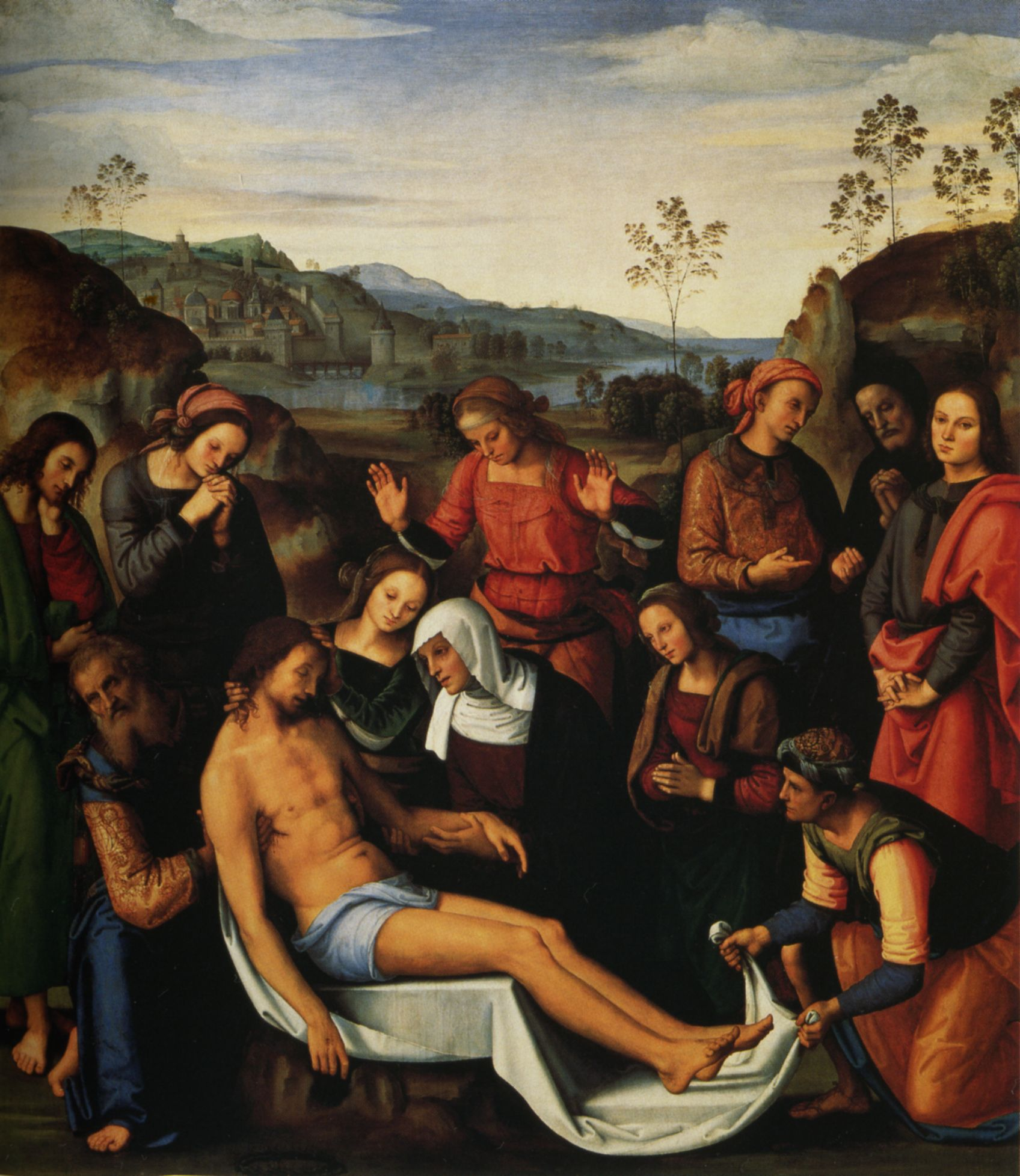
佩魯吉諾的《哀悼基督之死（英语：Lamentation over the Dead Christ (Perugino)）》， 220 × 195cm，約作於1495年，1808年始藏
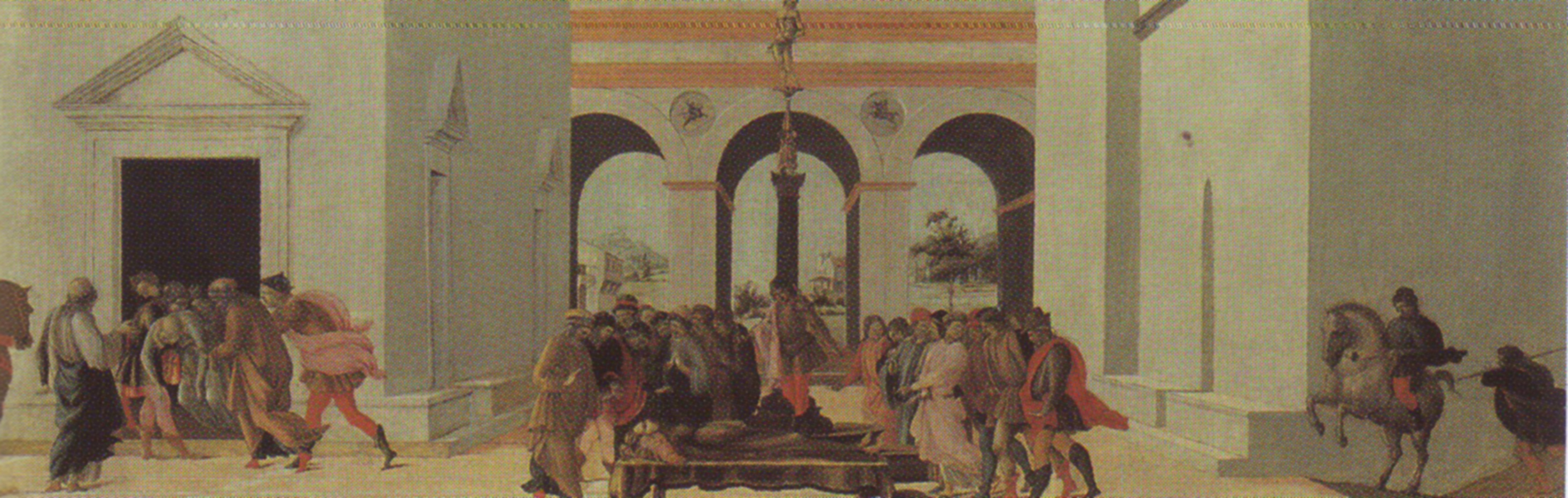
菲利皮諾·利皮的《盧克蕾齊亞之死（義大利語：Morte di Lucrezia）》， 42 × 126cm，約作於1480年
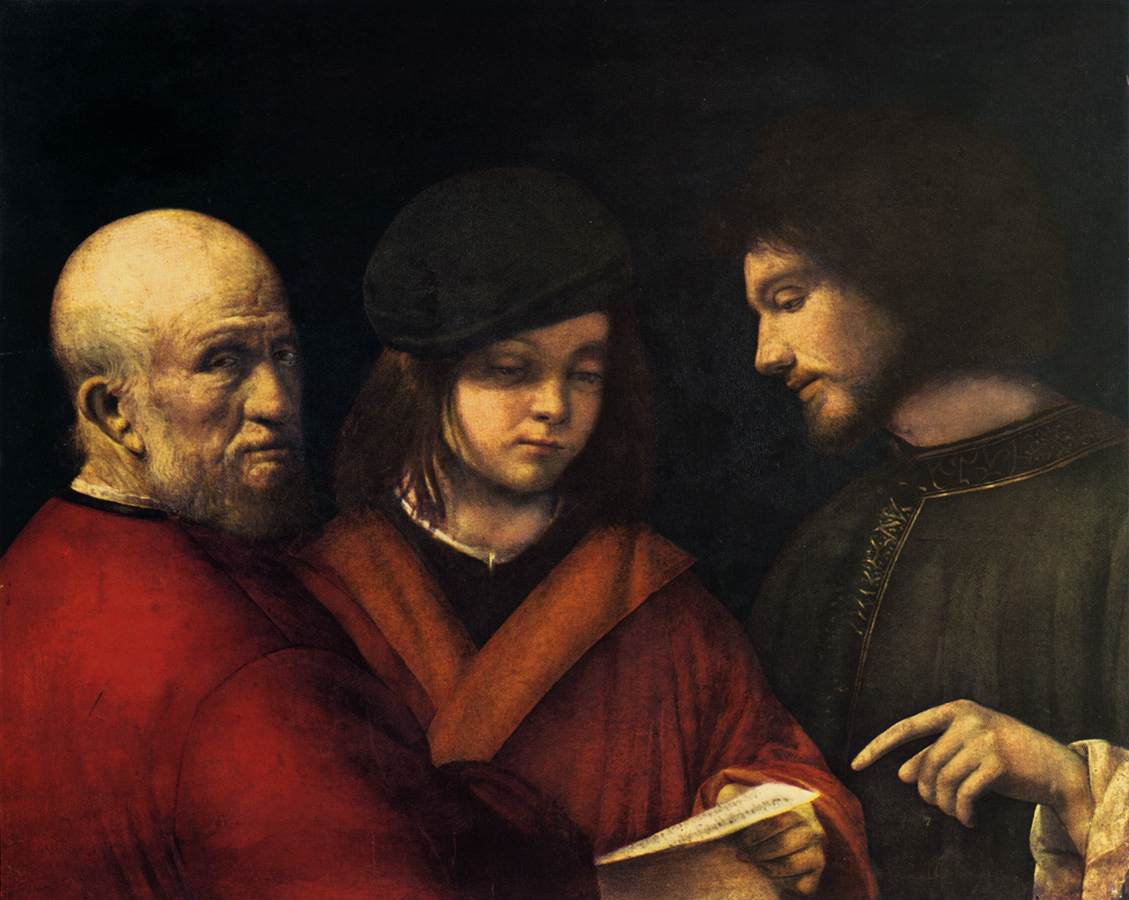
喬爾喬內的《人一生的三個階段（英语：The Three Ages of Man (Giorgione)）》， 62 × 78cm，約作於1500年，自1698年成為斐迪南三世·德·美第奇親王的收藏
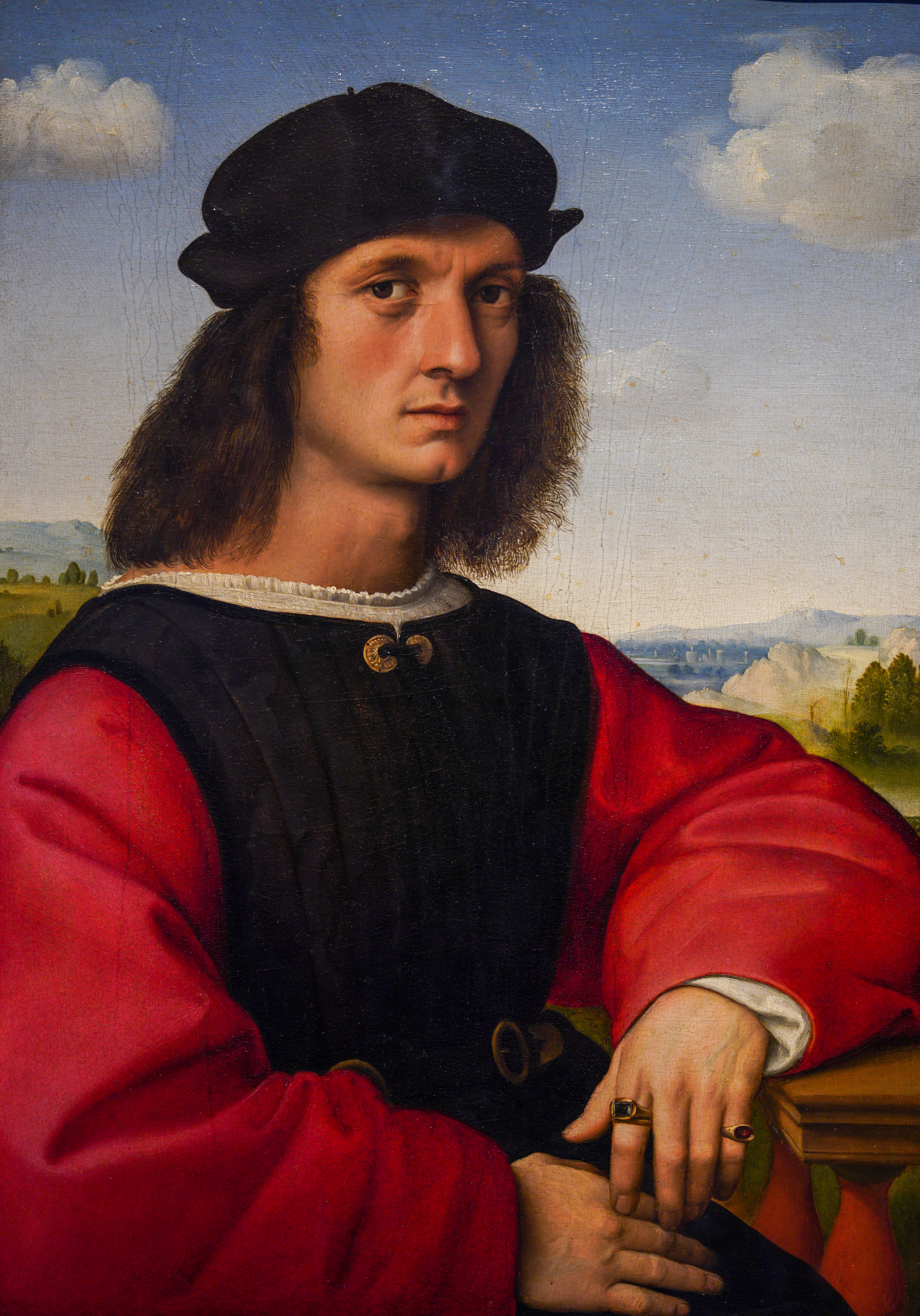
拉斐爾的《阿尼奧羅·多尼肖像畫（英语：Portrait of Agnolo Doni）》， 65 × 47.7cm，約作於1505－1506年，1826年利奧波德二世購入
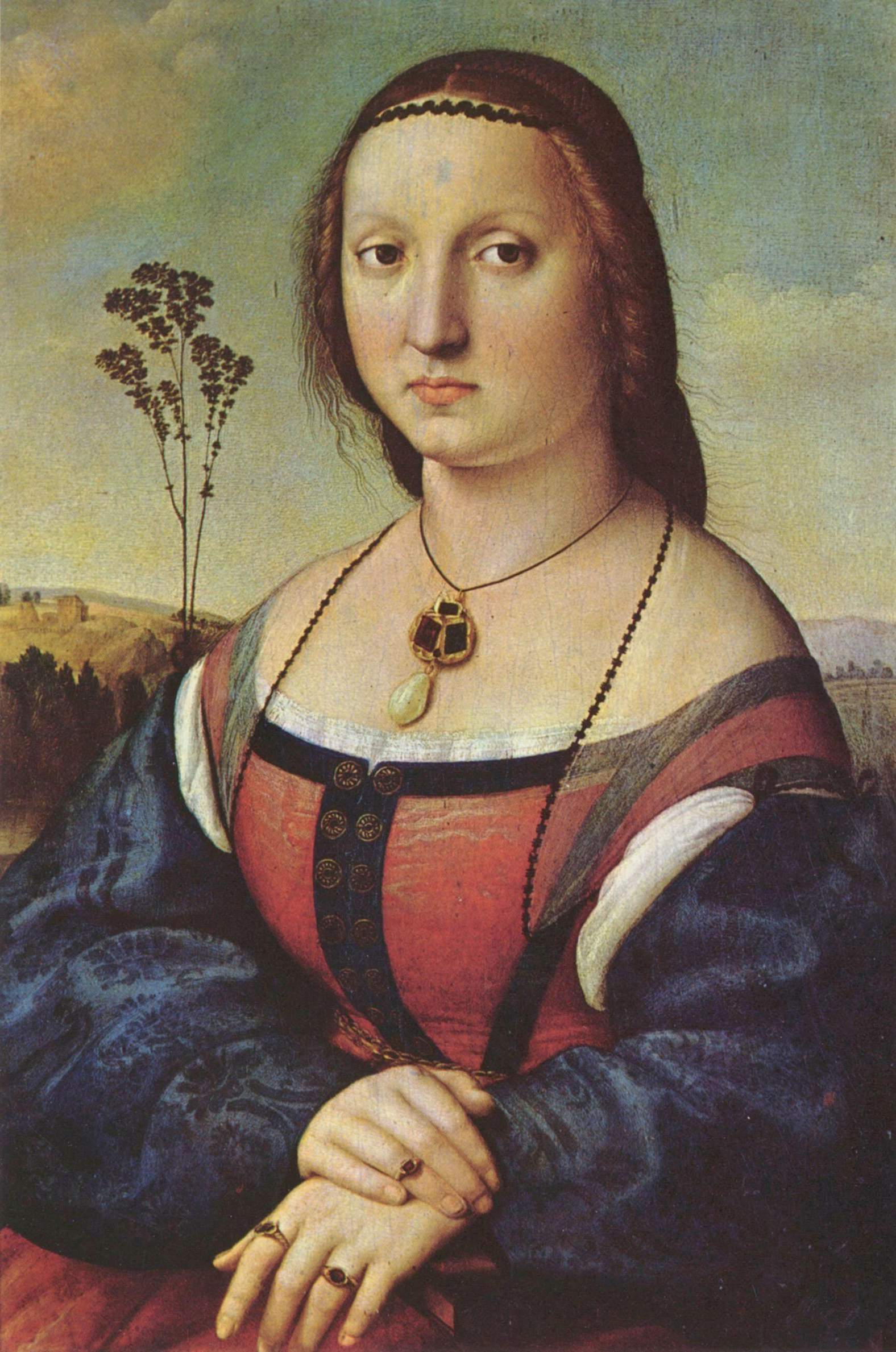
拉斐爾的《瑪達萊娜·多尼肖像（英语：Portrait of Maddalena Doni）》， 65 × 45.8cm，約作於1505－1506年，1826年利奧波德二世購入
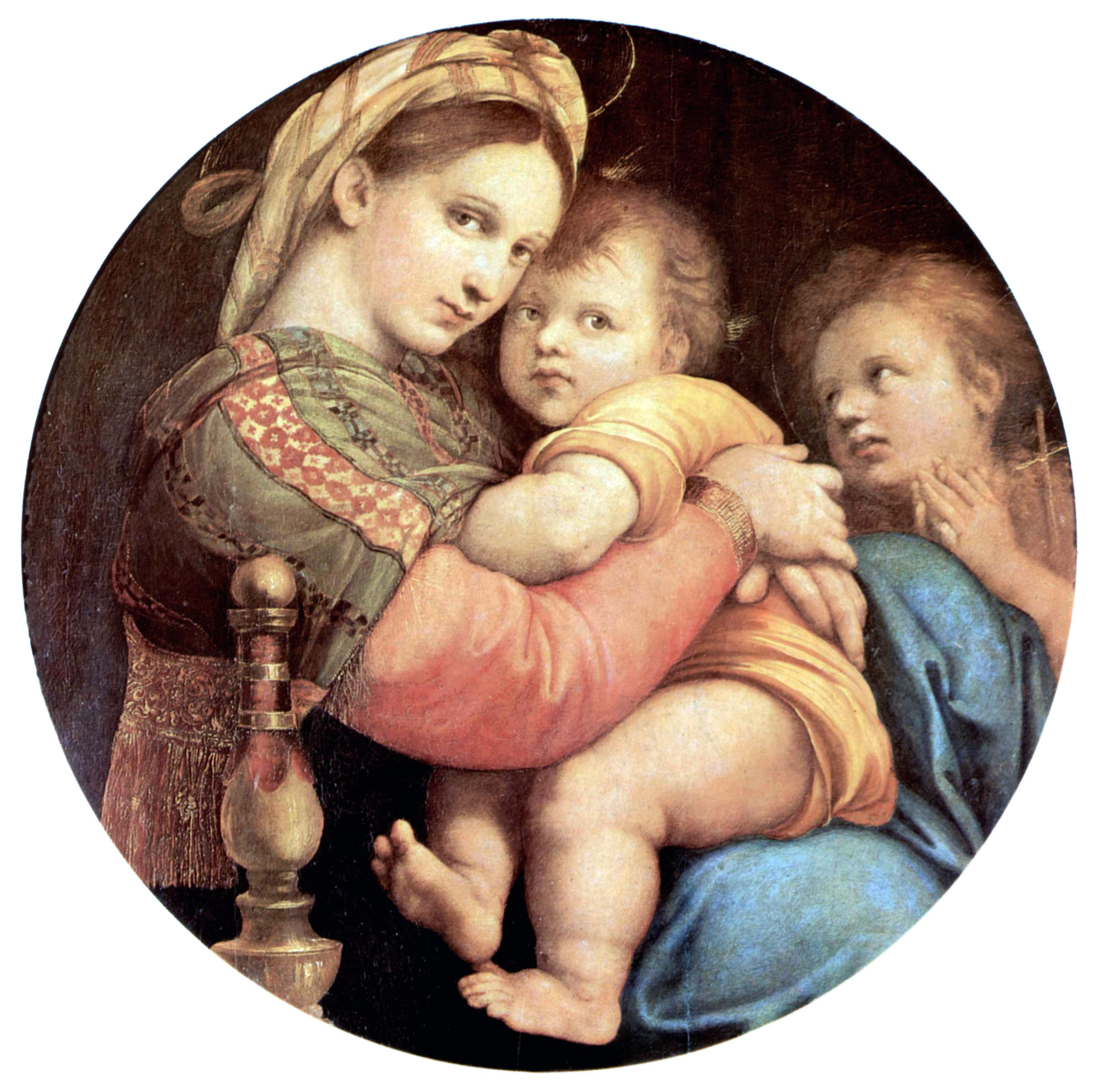
拉斐爾的《坐在椅子上的聖母（英语：Madonna della seggiola）》，直徑71cm，約作於1513－1514年，1589年即存在於烏菲茲美術館
拉斐爾的《戴頭紗的女子》，82 × 60.5cm，約作於1515年，1621年始藏[10]
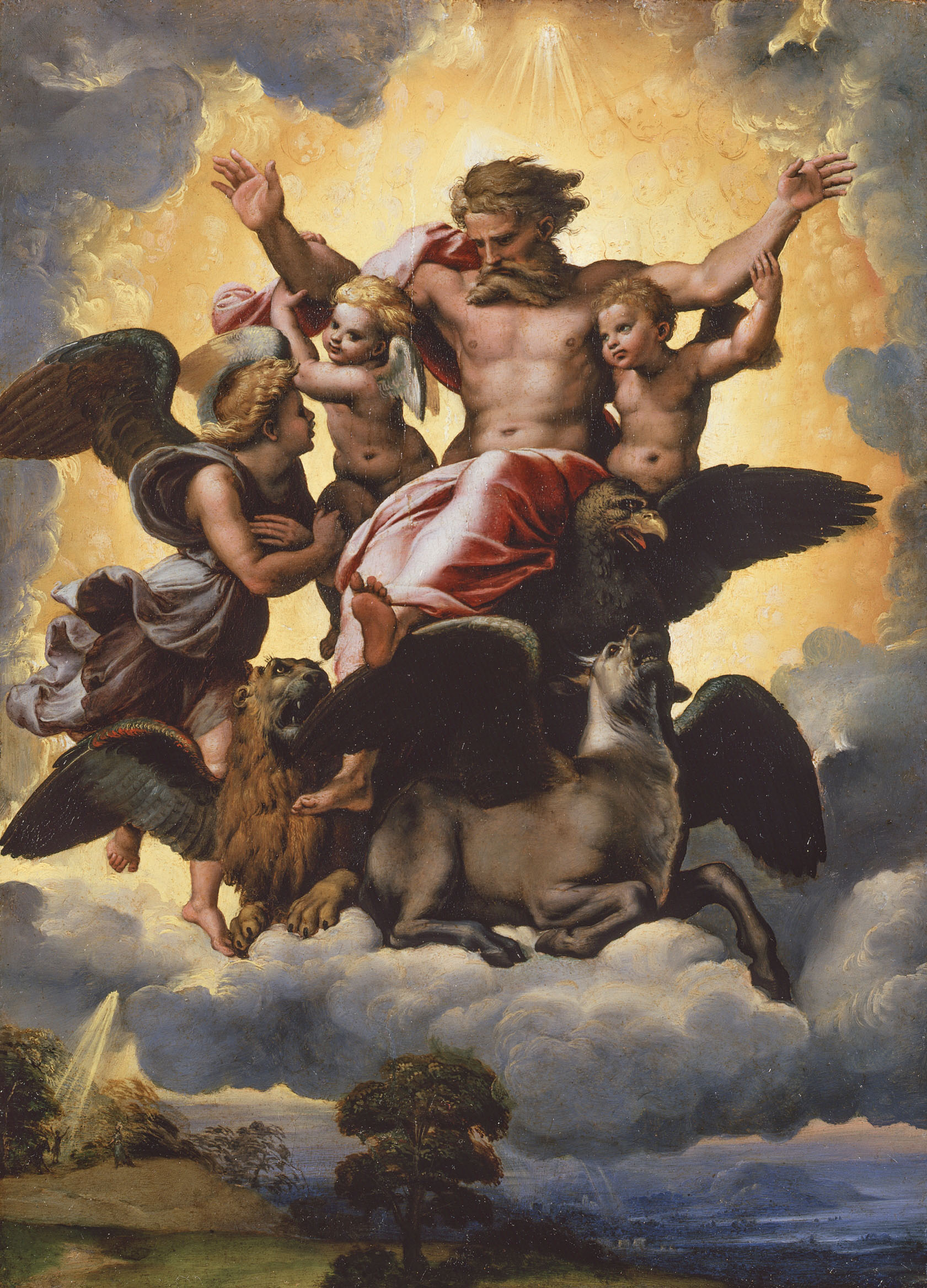
拉斐爾的《以西結的異象（英语：Ezekiel's Vision (Raphael)）》，40.7 × 29.5cm，約作於1518年，自16世紀下半葉起成為美第奇家族藏品
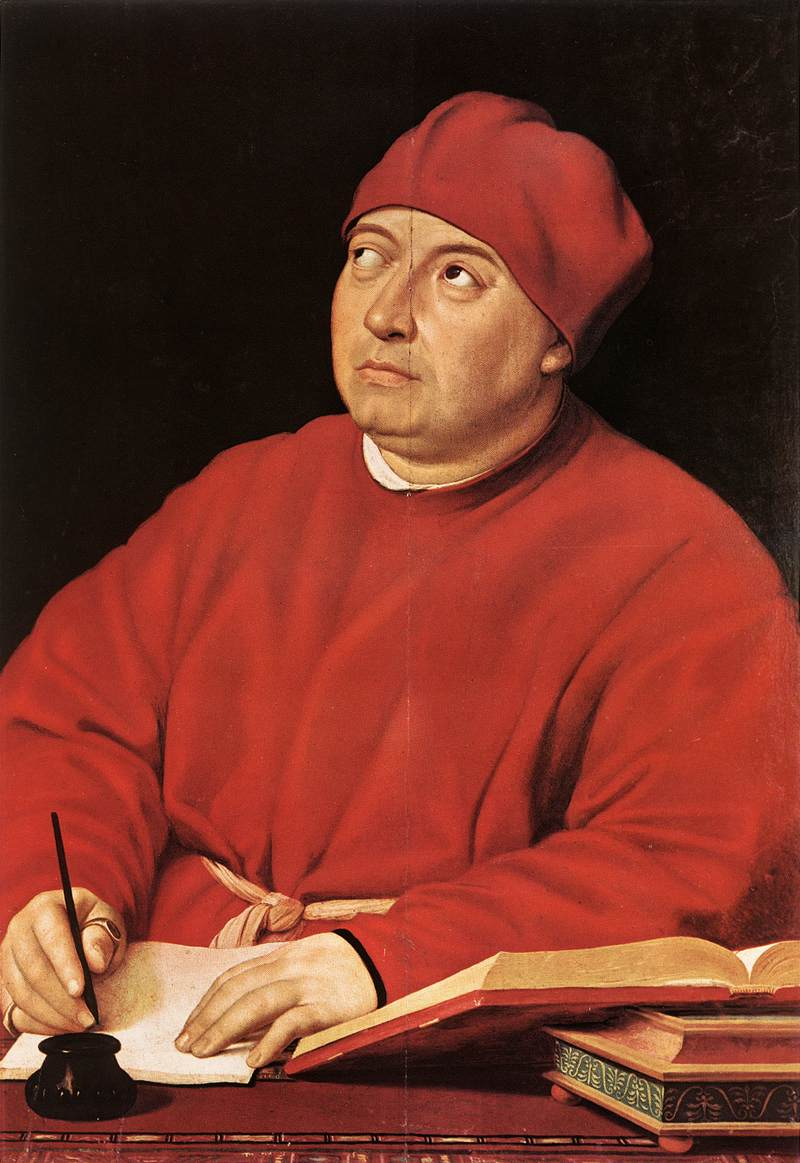
拉斐爾的《托瑪索·英吉拉米肖像畫（英语：Portrait of Tommaso Inghirami）》，89.5 × 62.8cm，約作於1512年
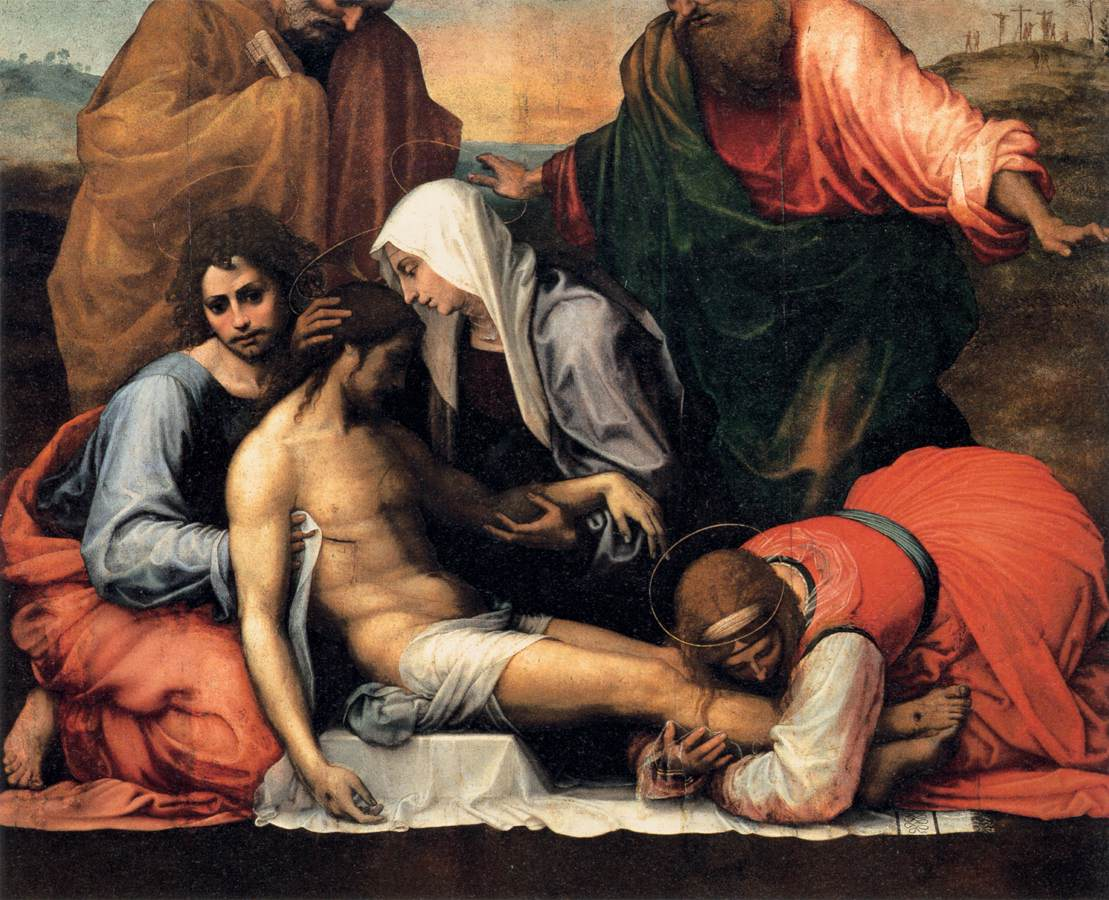
弗拉·巴爾托洛梅奧的《哀悼基督之死（義大利語：Compianto sul Cristo morto (Fra Bartolomeo)）》，158 × 199cm，約作於1511－1512年，來自吉安卡洛·德·美第奇（英语：Giancarlo de' Medici）樞機的收藏
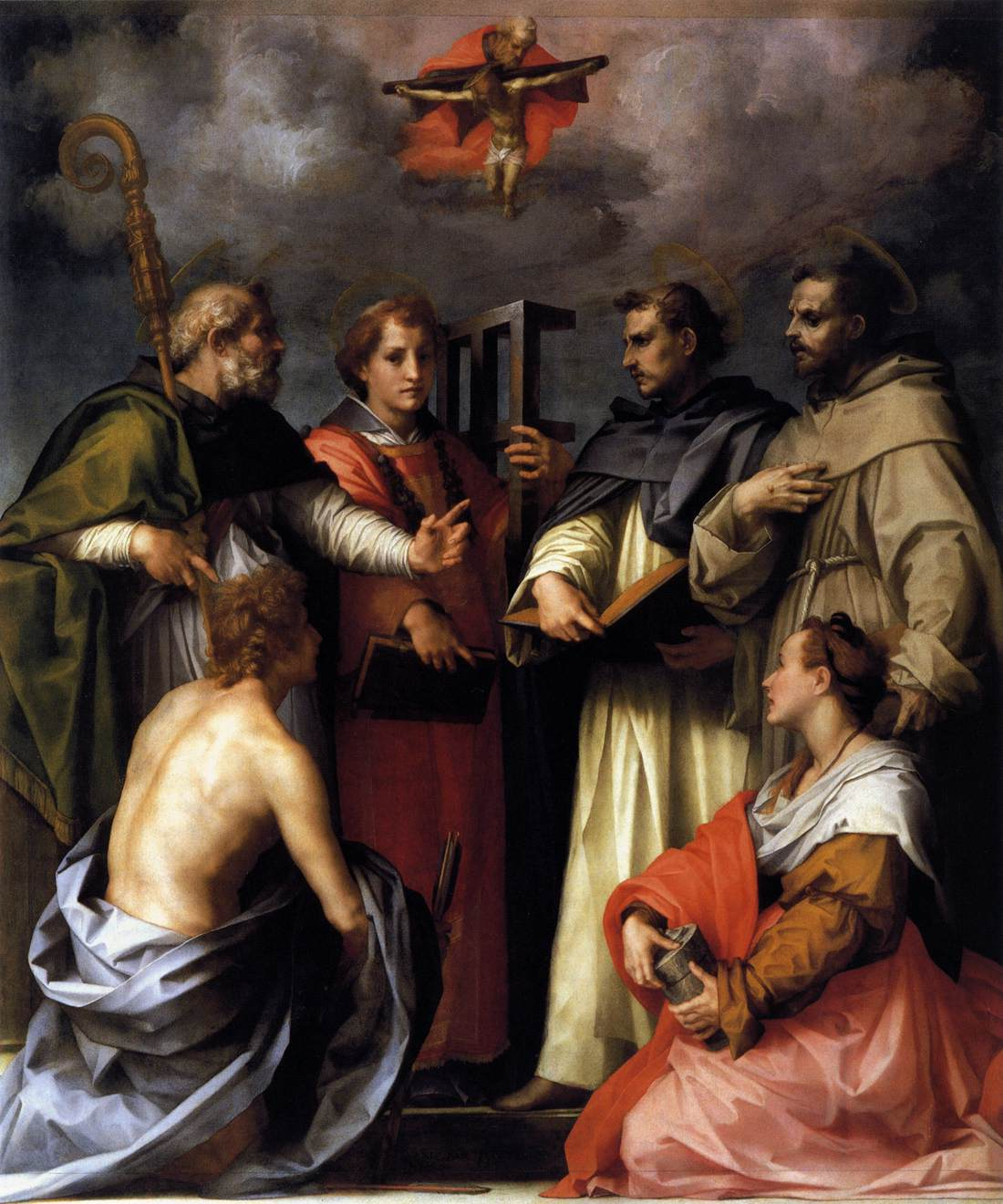
安德烈亞·德爾·薩爾托的《關於三位一體的辯論（義大利語：Disputa sulla Trinità）》，232 × 193cm，約作於1517年，自17世紀起成為美第奇家族藏品
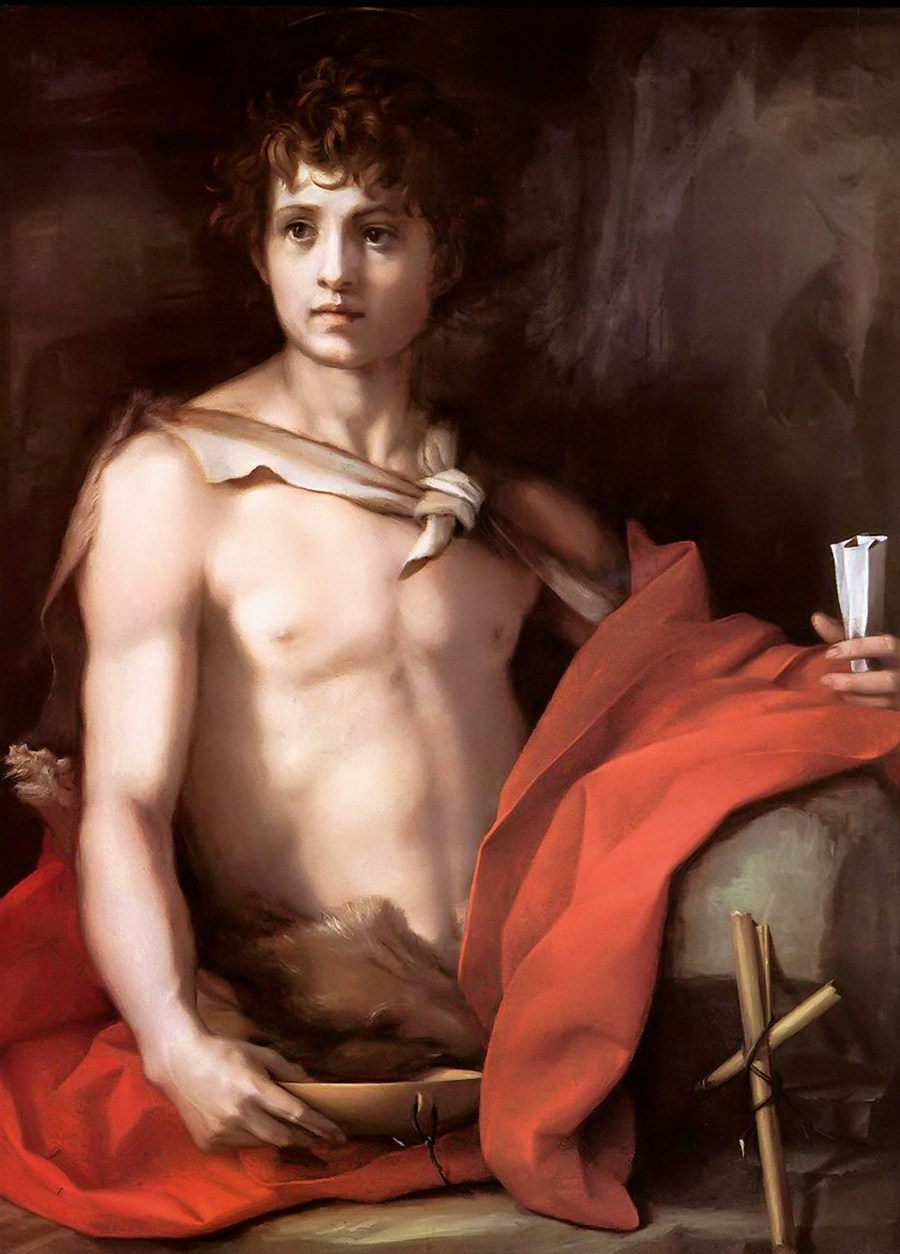
安德烈亞·德爾·薩爾托的《聖約翰施洗者（義大利語：San Giovannino (Andrea del Sarto)）》，94 × 68cm，約作於1522年，1553年由畫作委託人喬萬·瑪麗亞·貝寧坦迪（Giovan Maria Benintendi）贈與科西莫一世大公
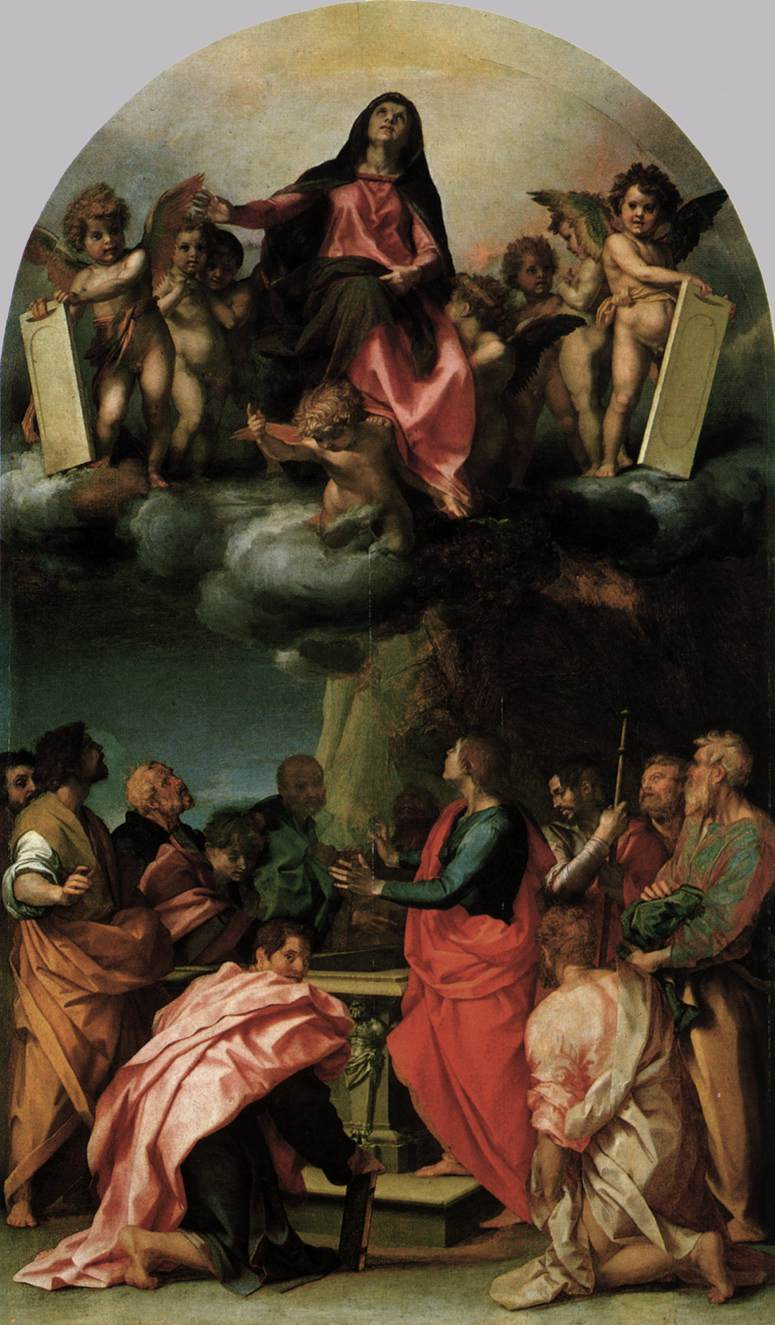
安德烈亞·德爾·薩爾托的《聖母升天（英语：Panciatichi Assumption）》，362 × 209cm，約作於1522－1525年，1602年始藏
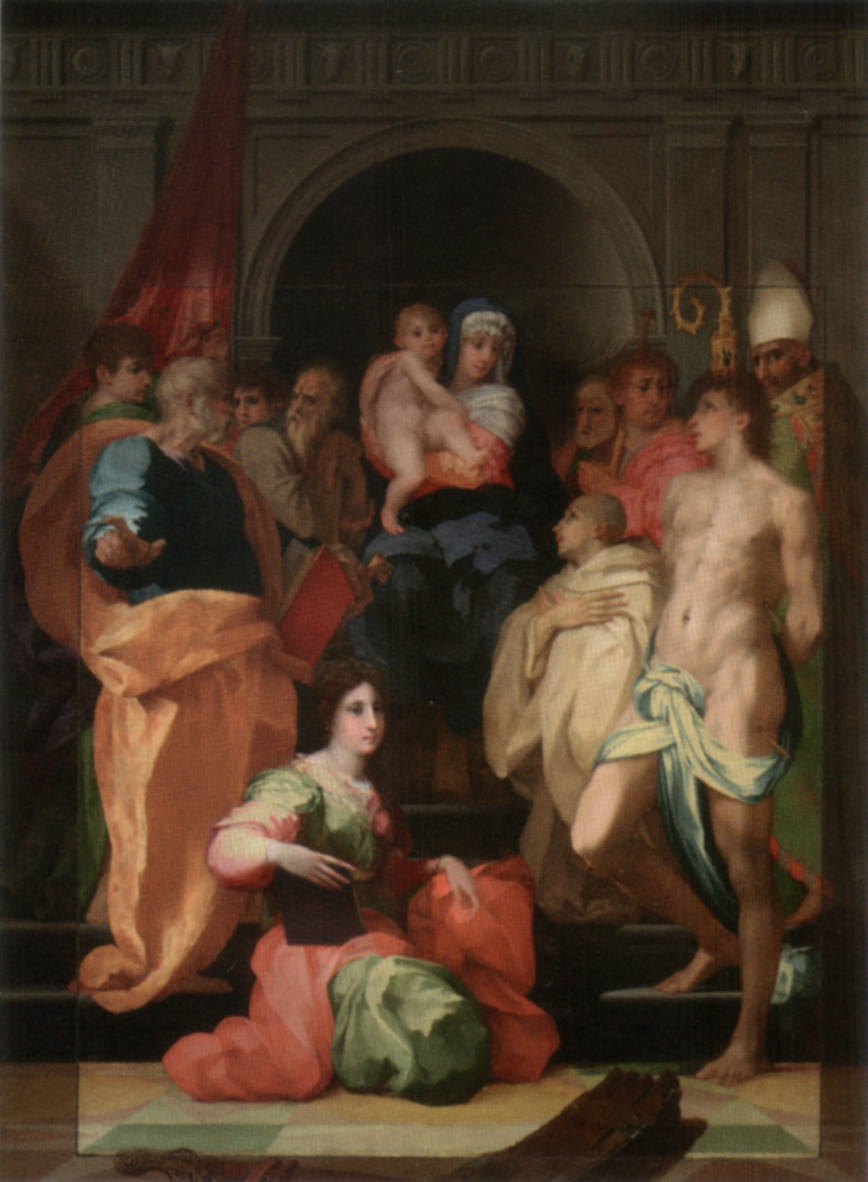
羅索·菲奧倫蒂諾的《神聖祭台（義大利語：Pala Dei）》，350 × 260cm，約作於1522年，1691年始藏
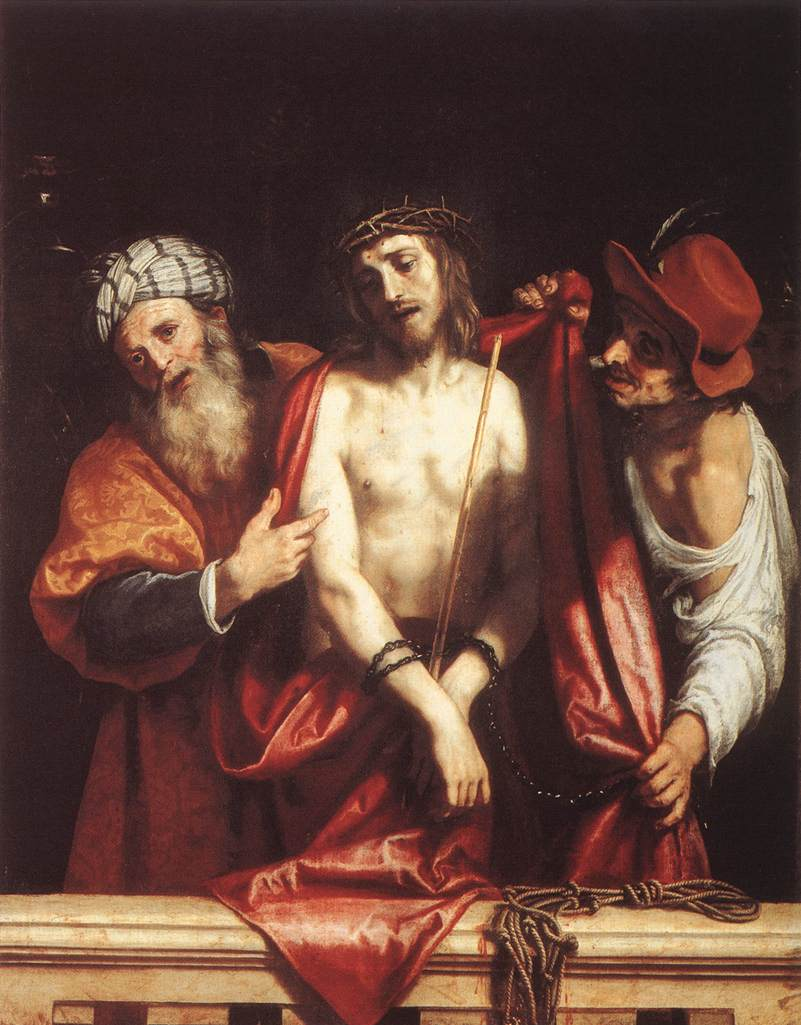
奇哥利（英语：Cigoli）的《試觀此人》（Ecce Homo），175 × 135cm，約作於1607年，自1638年起在收藏品中有據可考
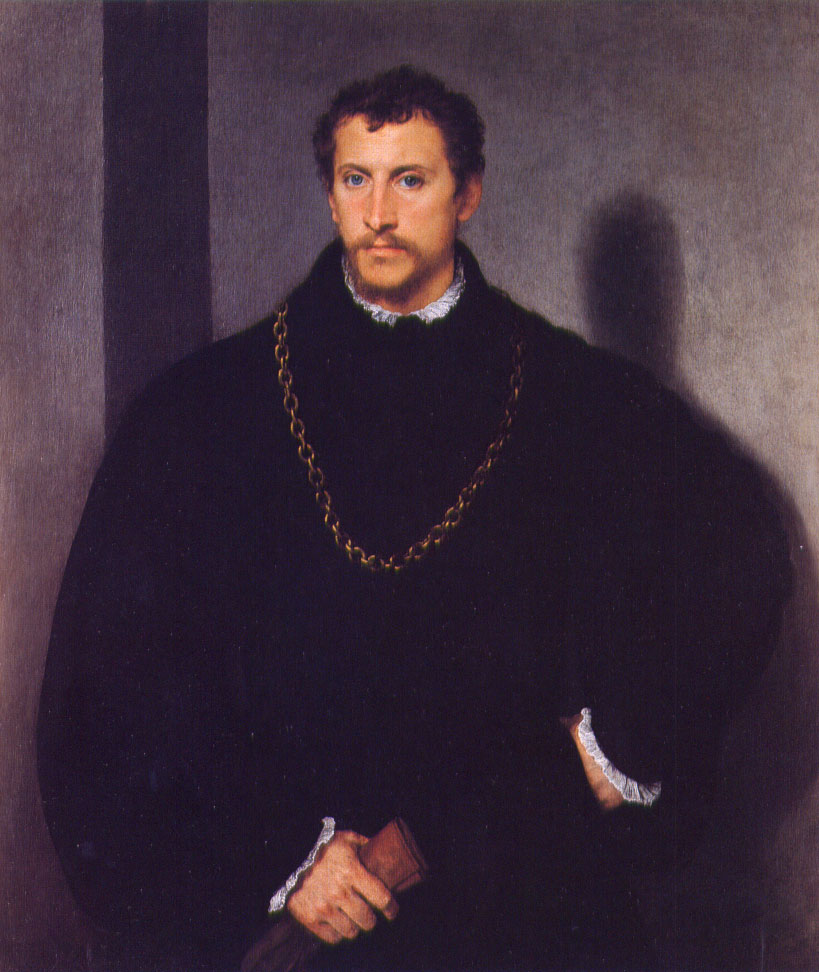
提香的《英國青年肖像畫（英语：Portrait of a Young Englishman）》，112 × 95cm，約作於1525年，來自斐迪南三世·德·美第奇親王的收藏
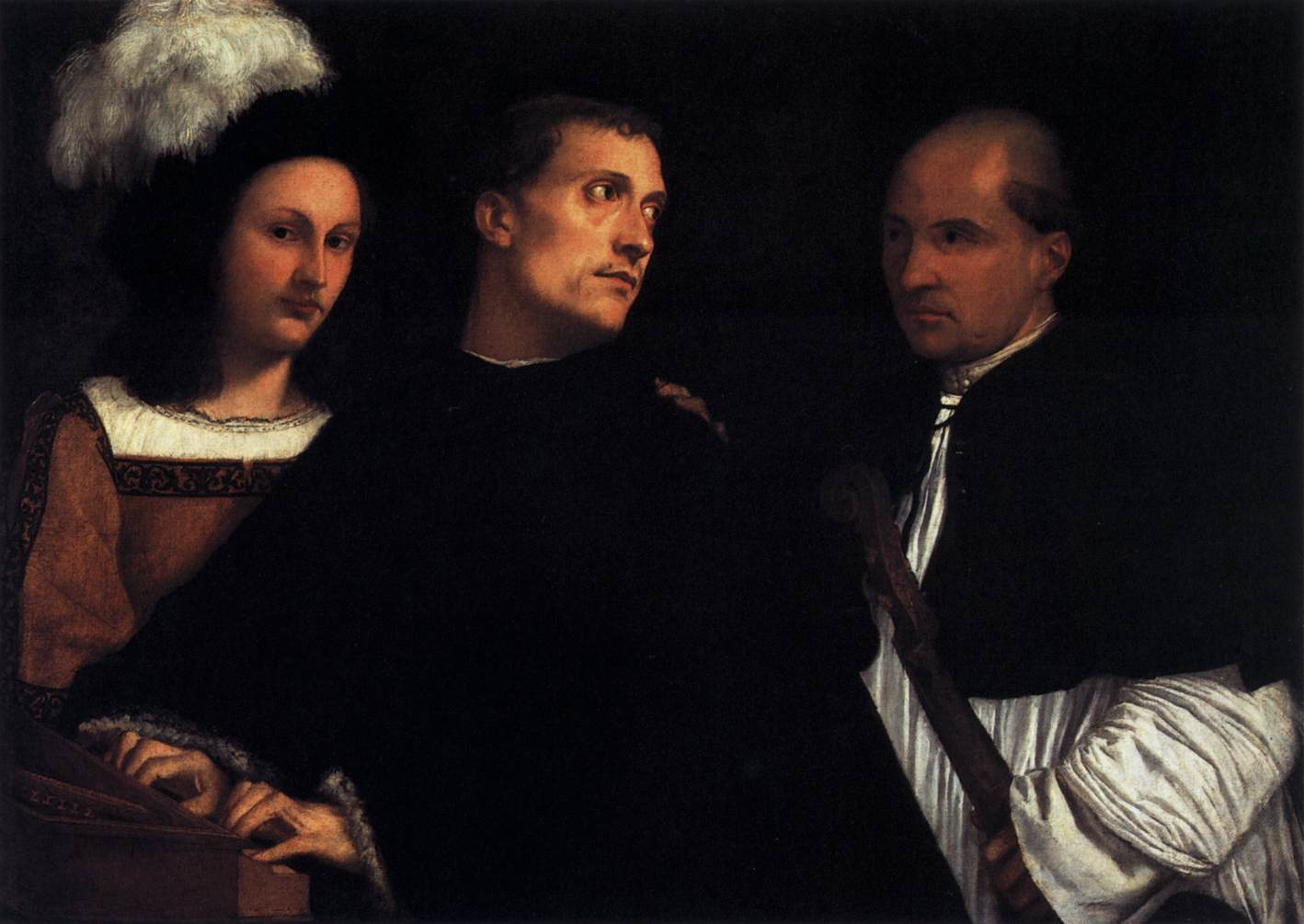
提香的《演奏會（義大利語：Concerto (Tiziano)）》，86.5 × 123.5cm，約作於1510－1511年，1654年由列奧波爾多·德·美第奇（英语：Leopoldo de' Medici）樞機收藏
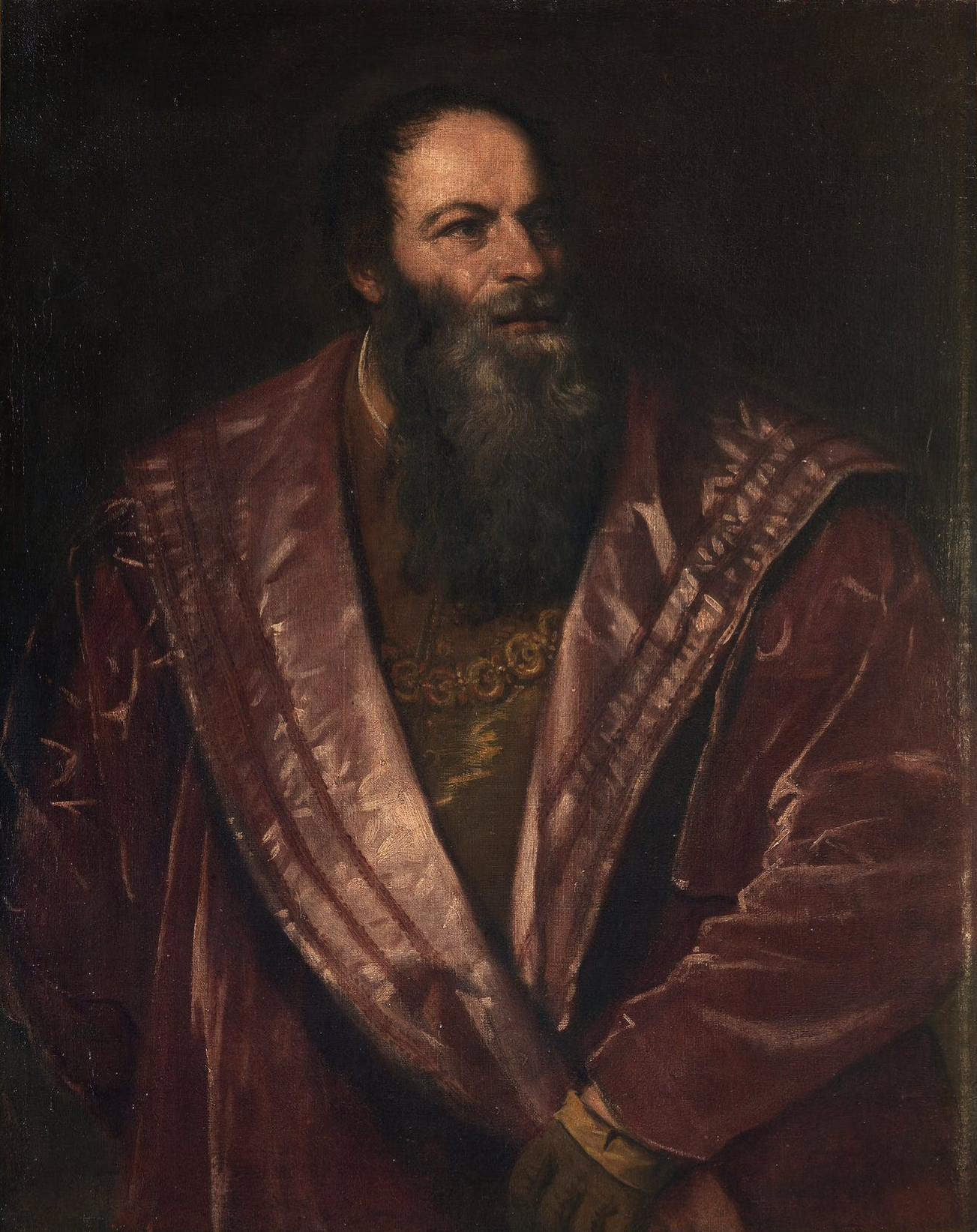
提香的《皮埃特羅·阿雷蒂諾肖像畫（英语：Portrait of Pietro Aretino）》，96.7 × 77.6cm，約作於1545年，1545年皮埃特羅·阿雷蒂諾贈與科西莫一世
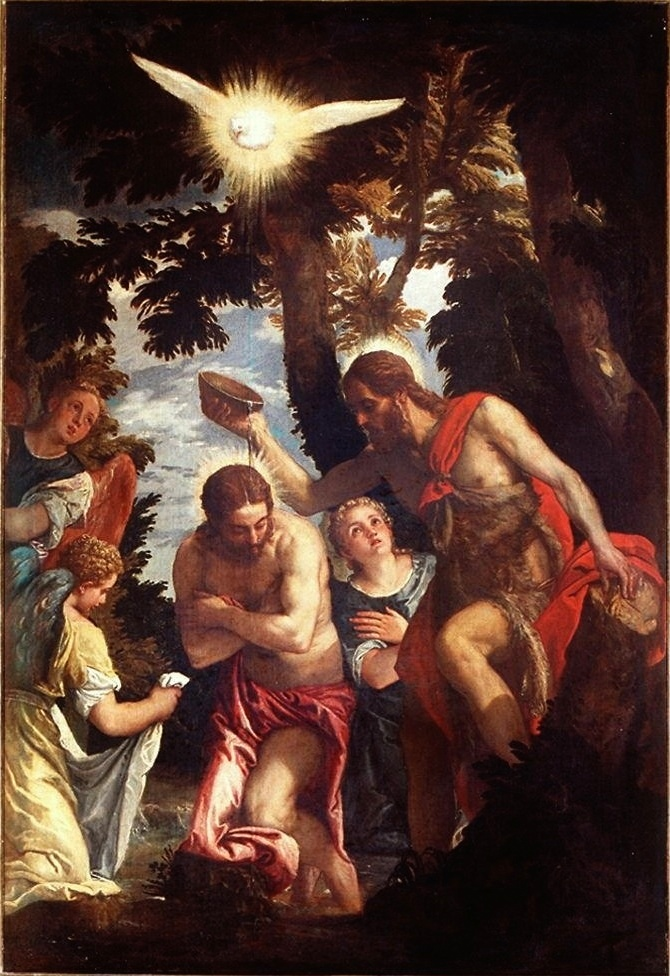
保羅·委羅內塞的《耶穌受洗》（Battesimo di Cristo），195 × 131.5cm，約作於1583-1584年，斐迪南二世·德·美第奇大公購自安科納
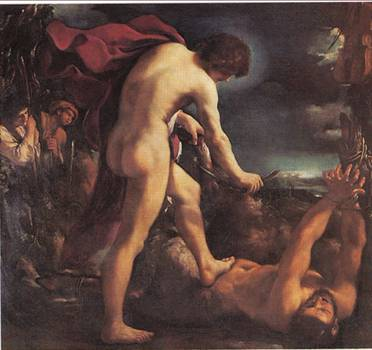
圭尔奇诺的《阿波羅與馬爾西亞》（Apollo e Marsia），185.5 × 200cm，約作於1618年，自1638年起在收藏品中有據可考
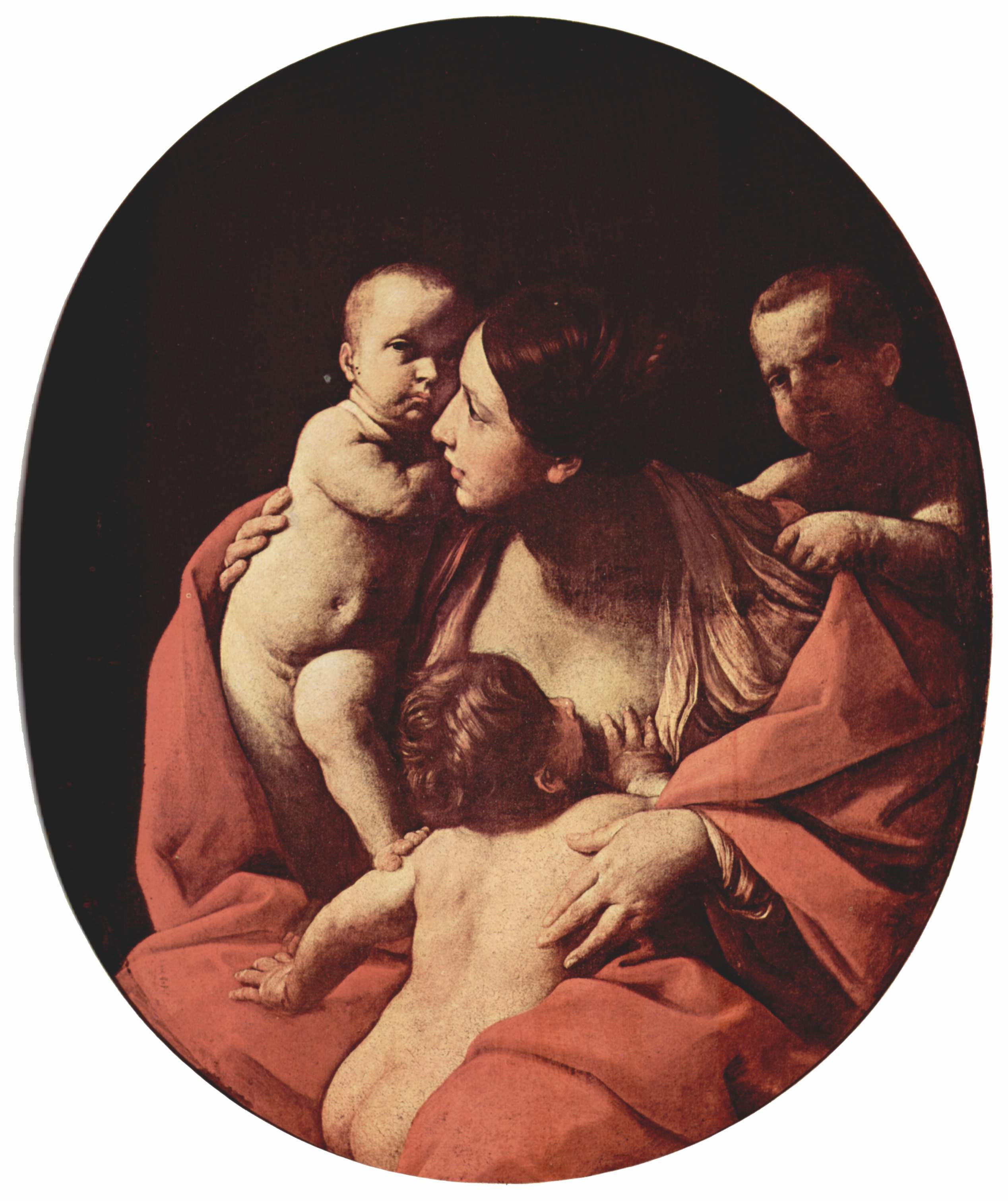
圭多·雷尼的《憐憫（英语：Charity (Reni, Florence)）》，107 × 88cm，約作於1615年，來自列奧波爾多·德·美第奇樞機的收藏
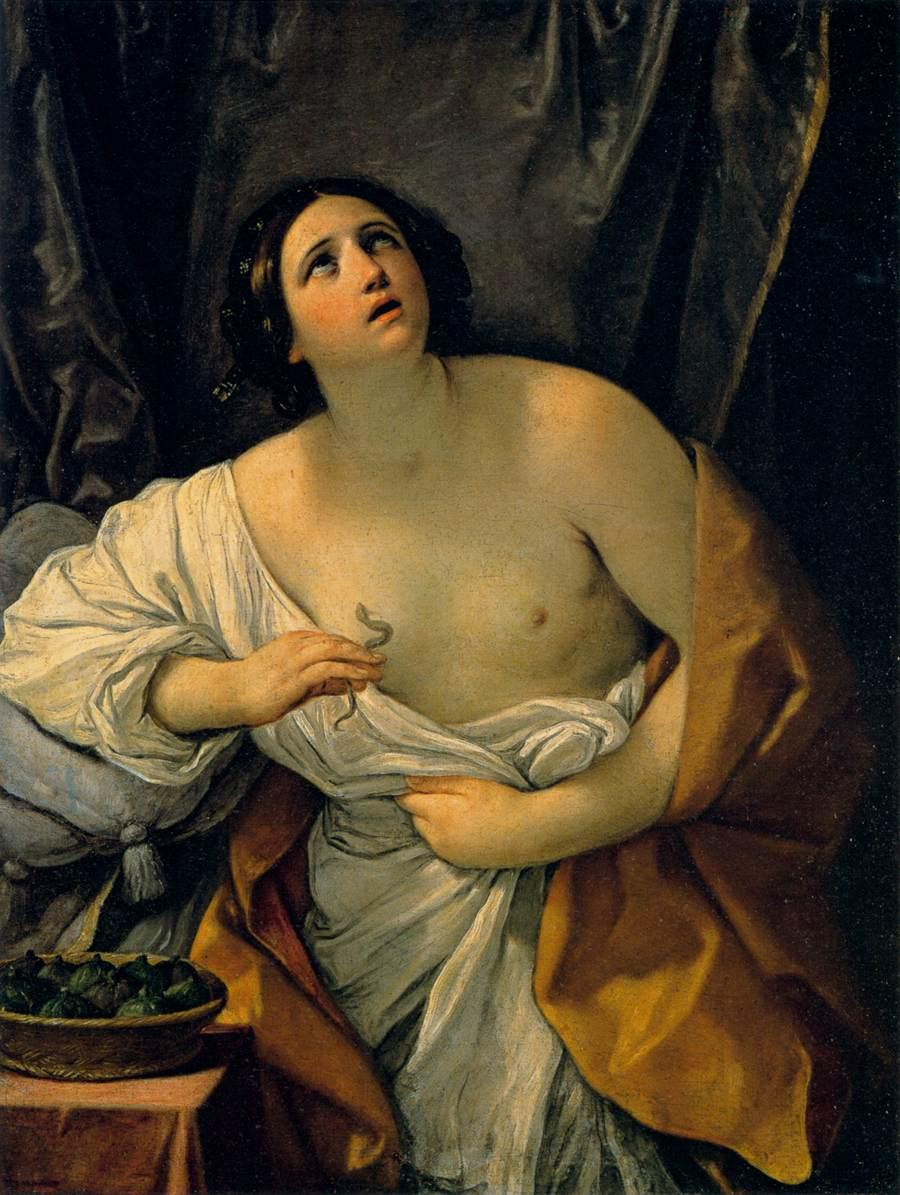
圭多·雷尼的《克麗奧佩特拉》（Cleopatra），125.5 × 97cm，約作於1639年，來自列奧波爾多·德·美第奇樞機的收藏
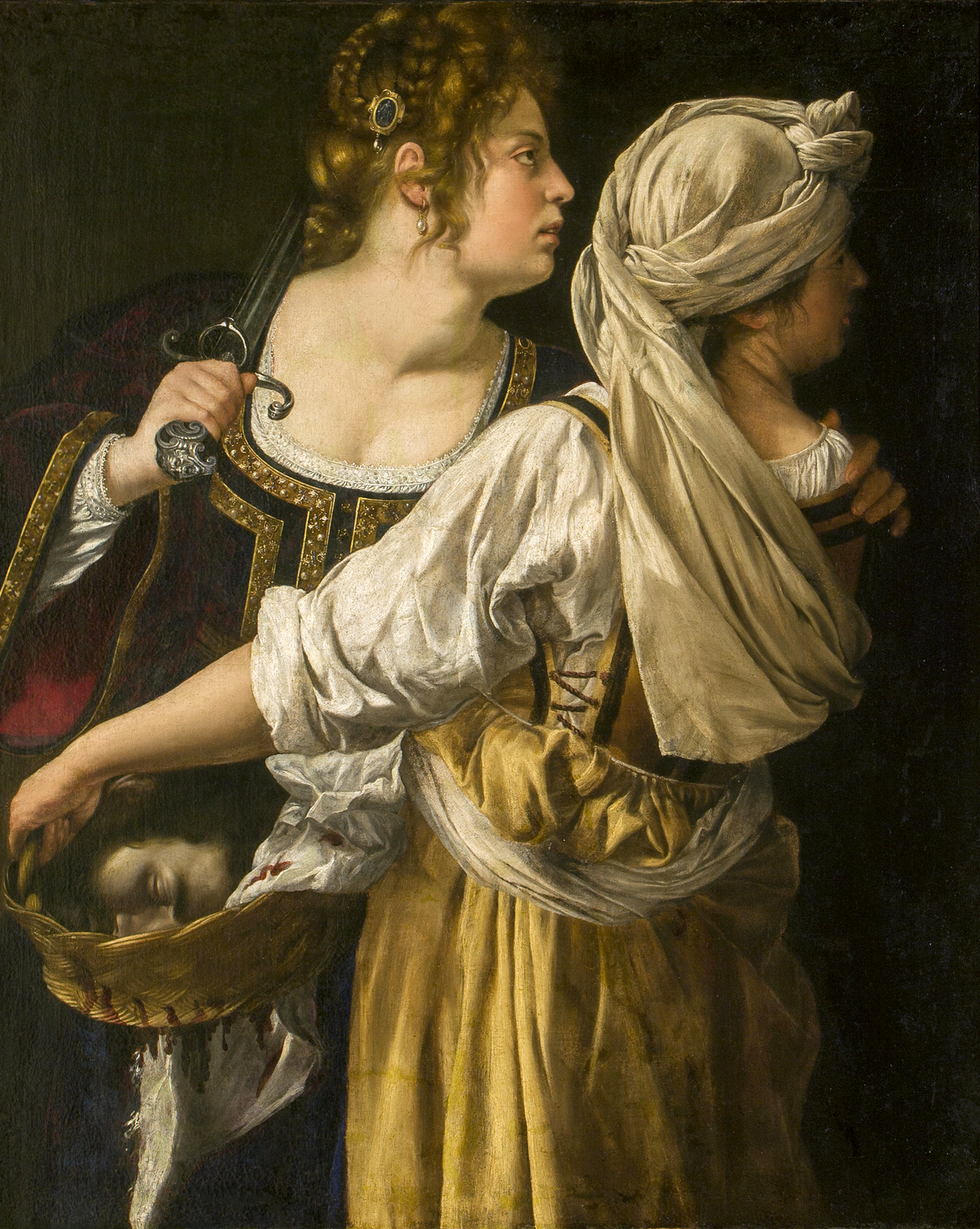
阿爾泰米西婭·真蒂萊斯基的《猶迪與赫羅弗尼斯的頭顱（英语：Judith and her Maidservant）》，114 × 93.5cm，約作於1615年，於1637年美第奇儲藏室的一次資產清查中就有記載，可能是為科西莫二世大公所做
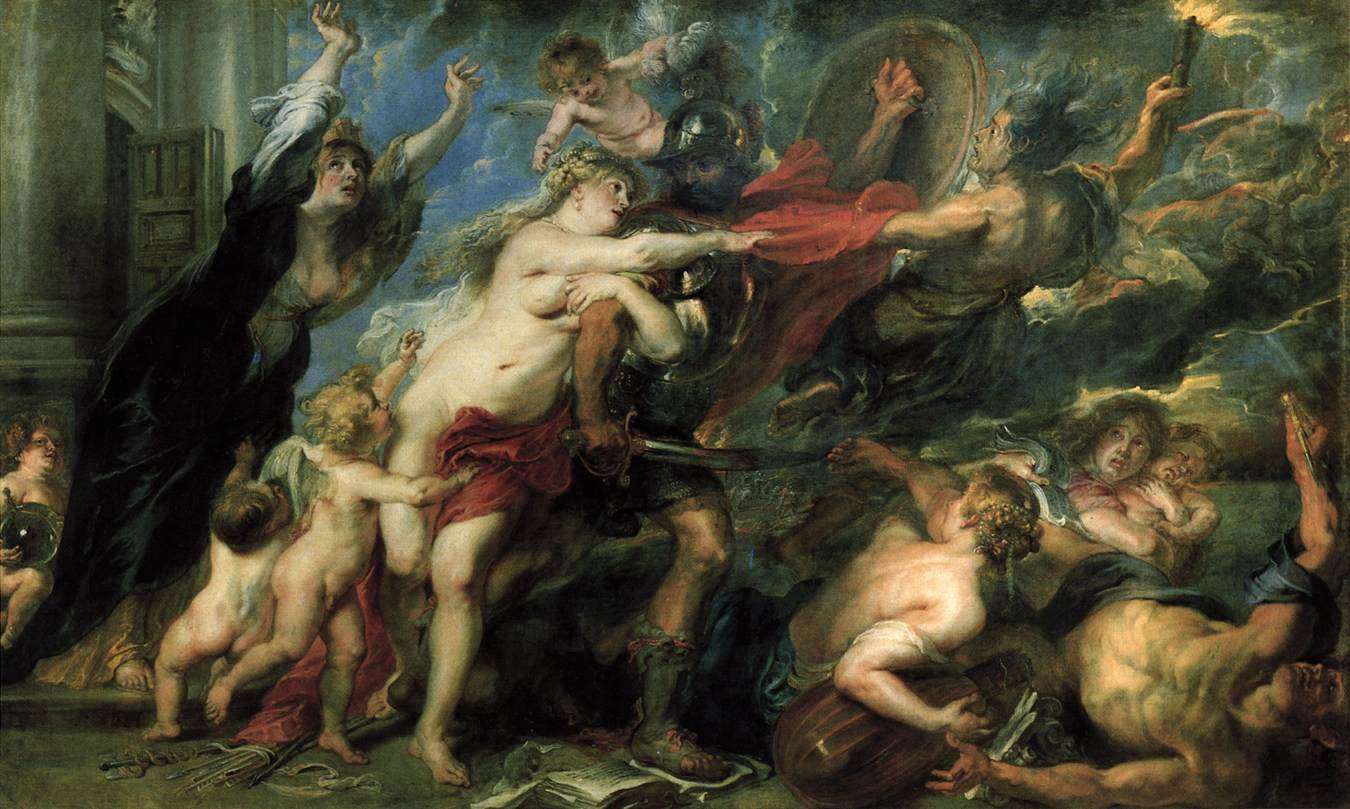
彼得·保羅·魯本斯的《戰爭的後果（英语：Consequences of War）》，206 × 345cm，約作於1637－1638年，1681年畫作委託人尤斯圖斯·蘇斯特曼斯（英语：Justus Sustermans）以遺產的形式轉讓給斐迪南三世·德·美第奇親王
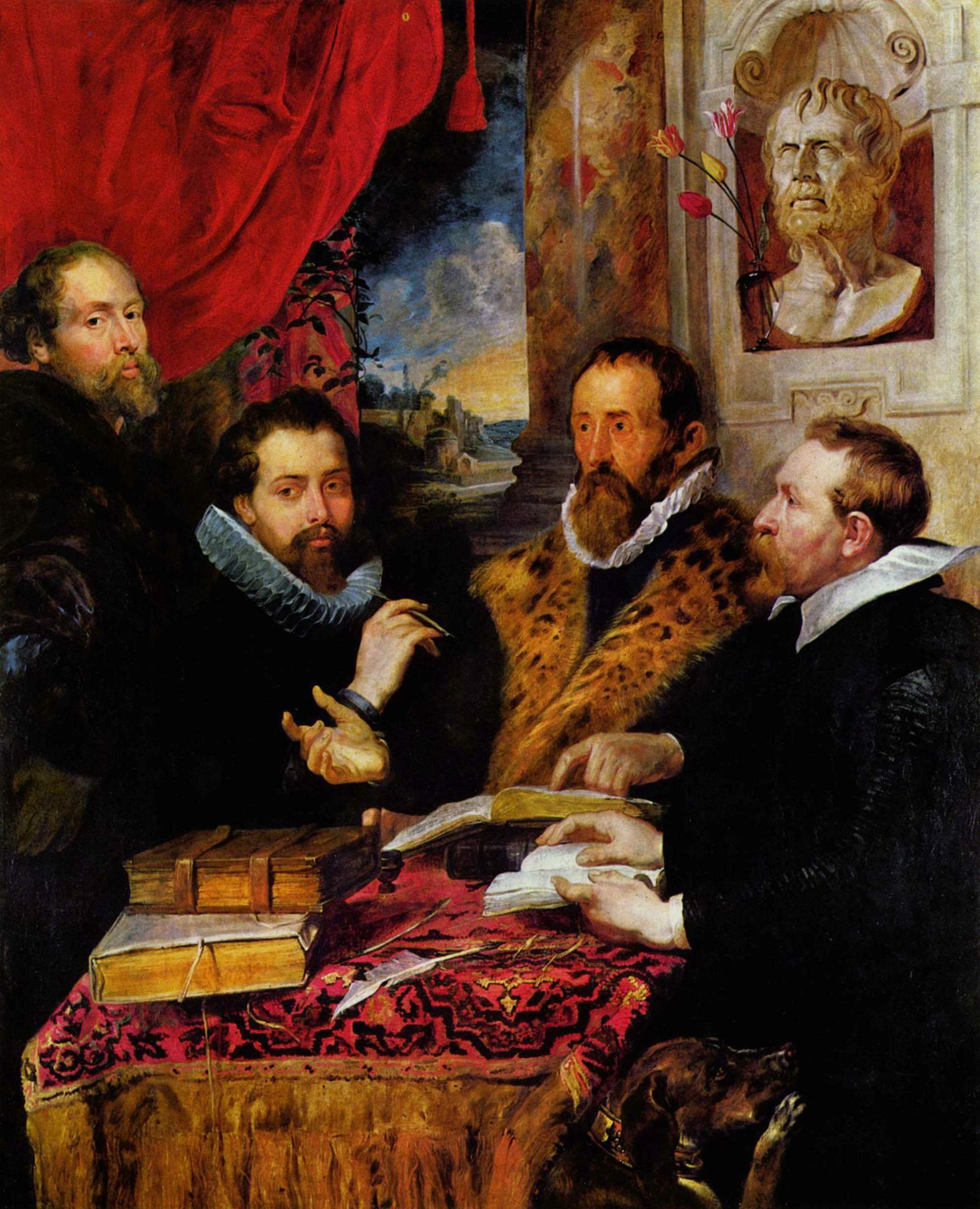
彼得·保羅·魯本斯的《四位哲學家（英语：The Four Philosophers）》，164 × 139cm，約作於1612年，自17世紀末期成為美第奇家族藏品
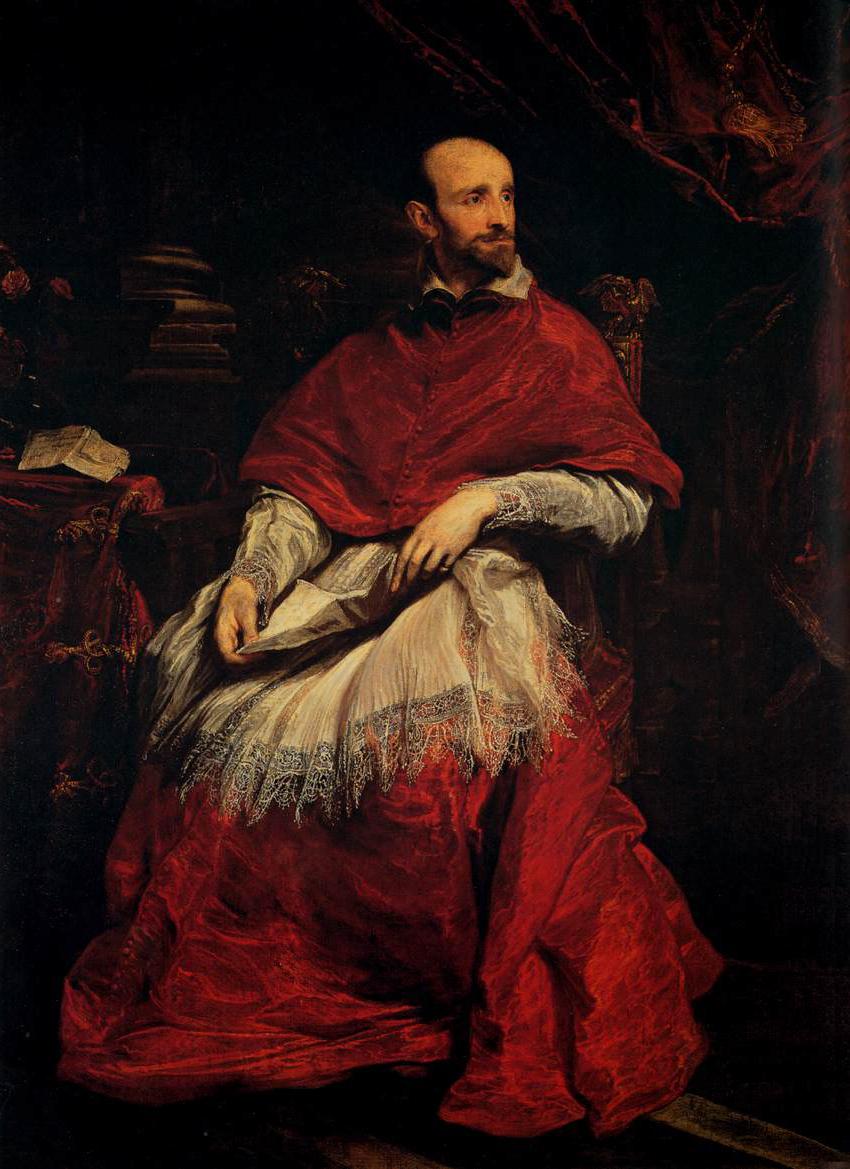
安東尼·范戴克的《圭多·本蒂沃利奧樞機肖像畫（義大利語：Ritratto del cardinale Guido Bentivoglio）》，195 × 147cm，約作於1622－1623年，畫作委託人的後代安尼巴萊·本蒂沃利奧（Annibale Bentivoglio）於1653年贈與斐迪南二世·德·美第奇大公
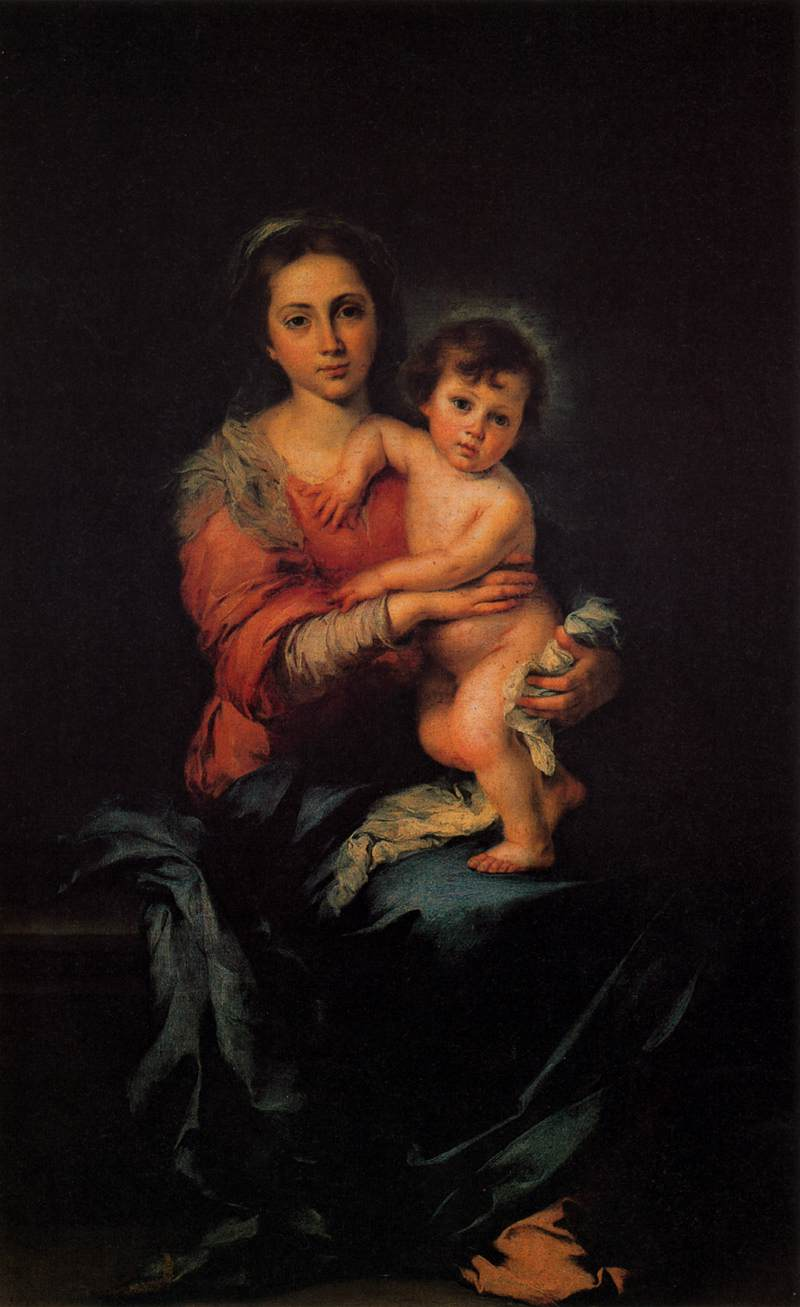
巴托洛梅·埃斯特萬·牟利羅的《抱子聖母》（Madonna col Bambino），157 × 107cm，約作於1650－1655年，自1822年起在收藏品中有據可考
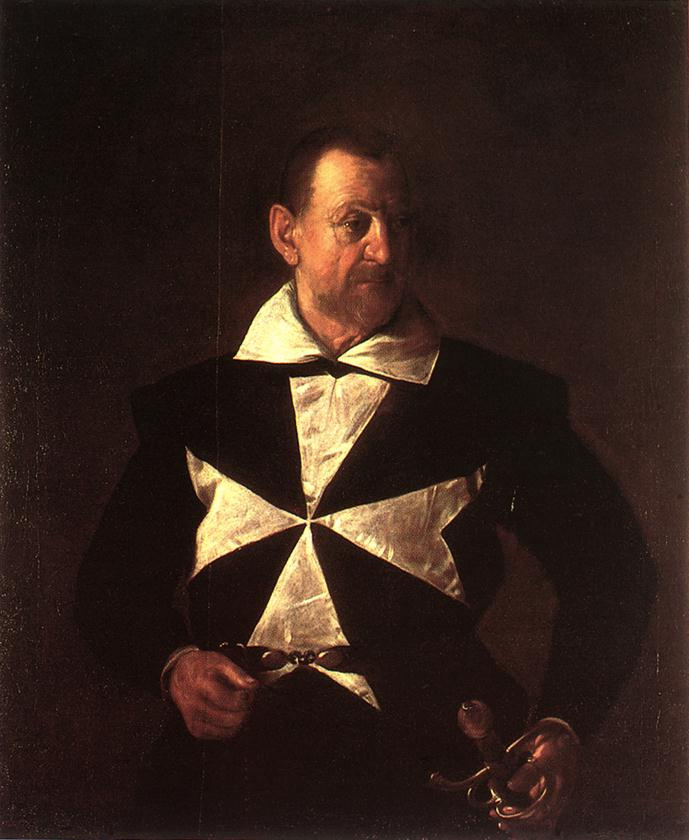
卡拉瓦喬的《安東尼奧·馬爾泰利肖像畫（英语：Portrait of Fra Antonio Martelli (Caravaggio)）》，118.5 × 95.5cm，約作於1607－1608年，至少在1666－1670年已成為美第奇家族藏品
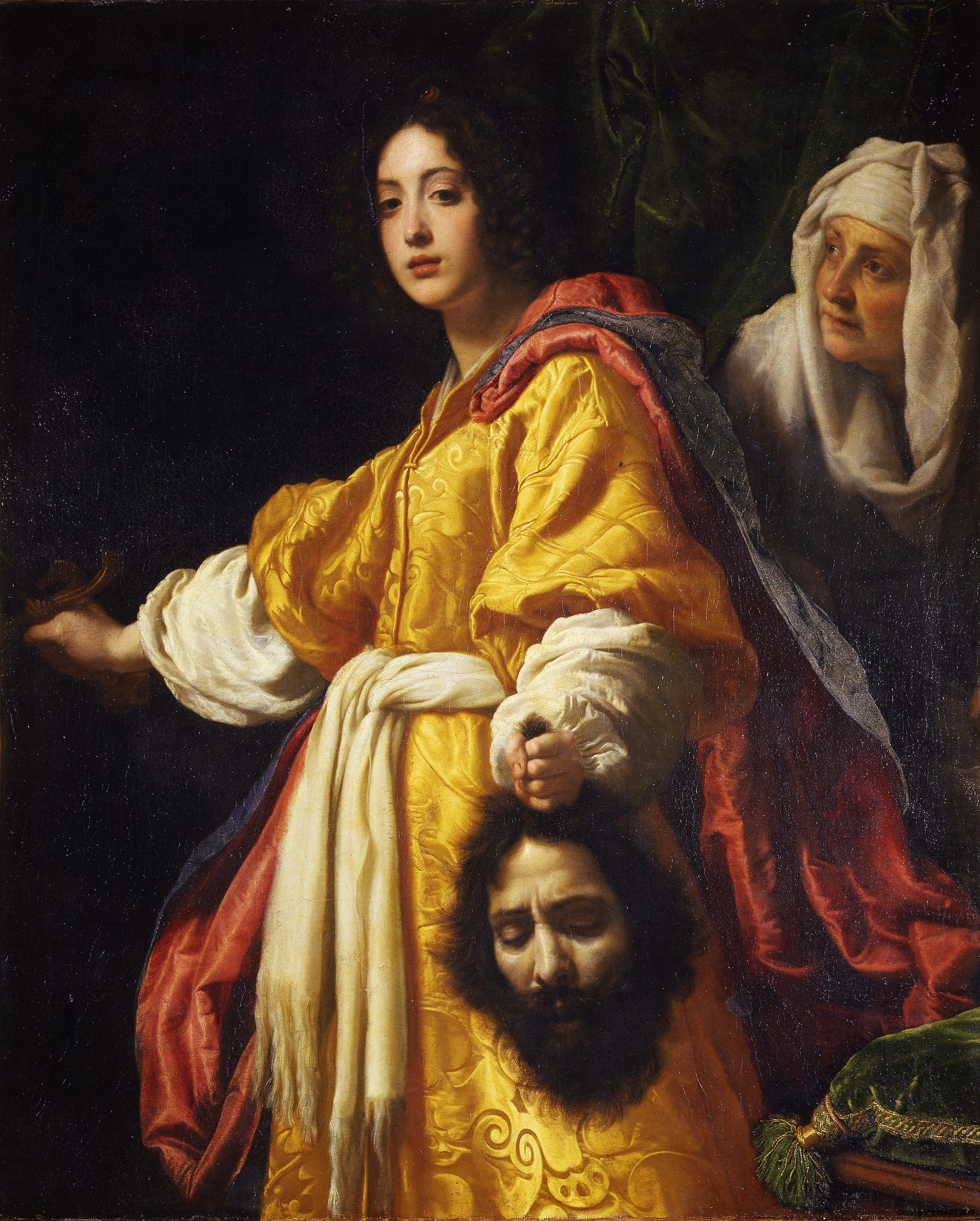
克里斯托法諾·阿洛里（英语：Cristofano Allori）的《猶迪與赫羅弗尼斯的頭顱（英语：Judith with the Head of Holofernes (Cristofano Allori)）》，139 × 116cm，約作於1612年，1621年始藏
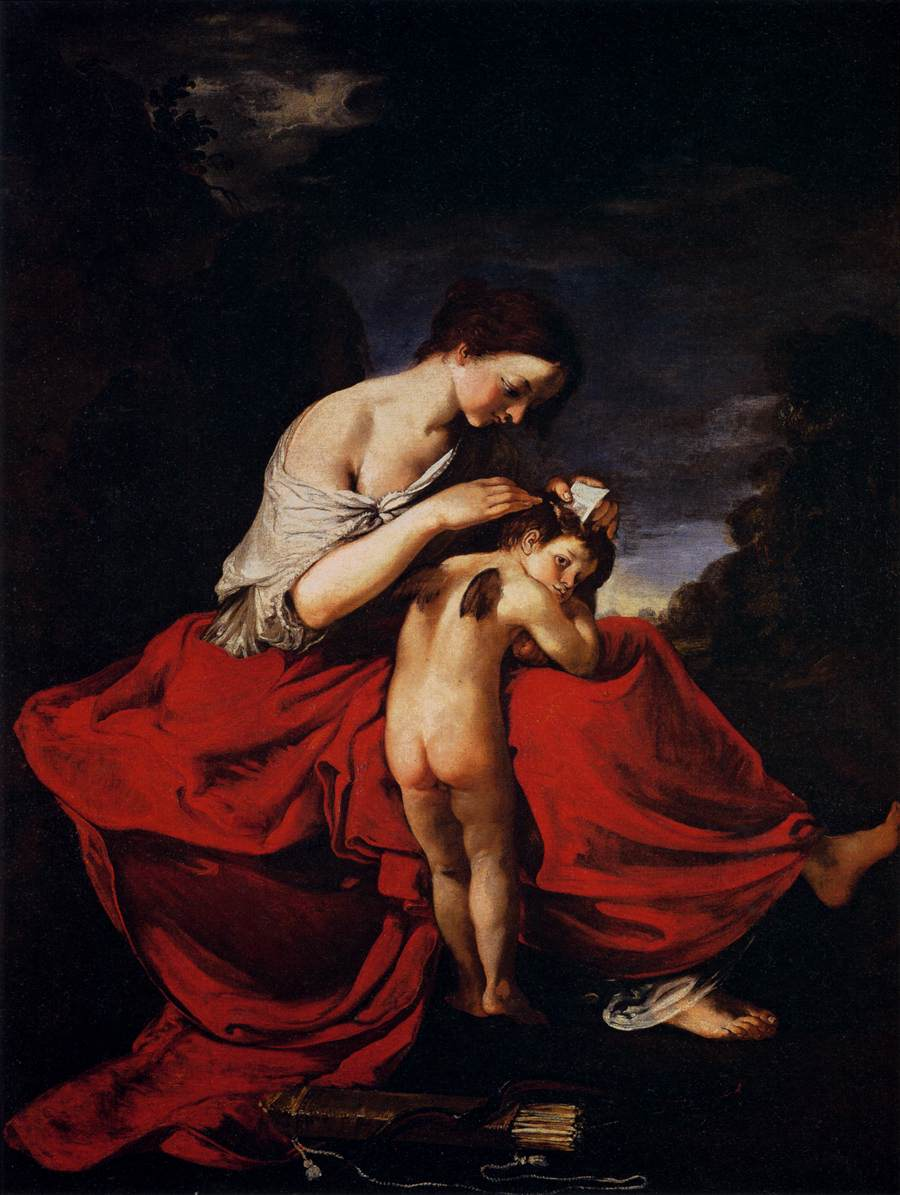
喬瓦尼·達·聖喬瓦尼（英语：Giovanni da San Giovanni）的《維納斯為愛神梳髮》（Venere che pettina Amore），229 × 173cm，約作於1627年，為羅倫佐·德·美第奇 (1599-1648)（義大利語：Lorenzo de' Medici (1599-1648)）所作，後成為斐迪南三世·德·美第奇親王的收藏
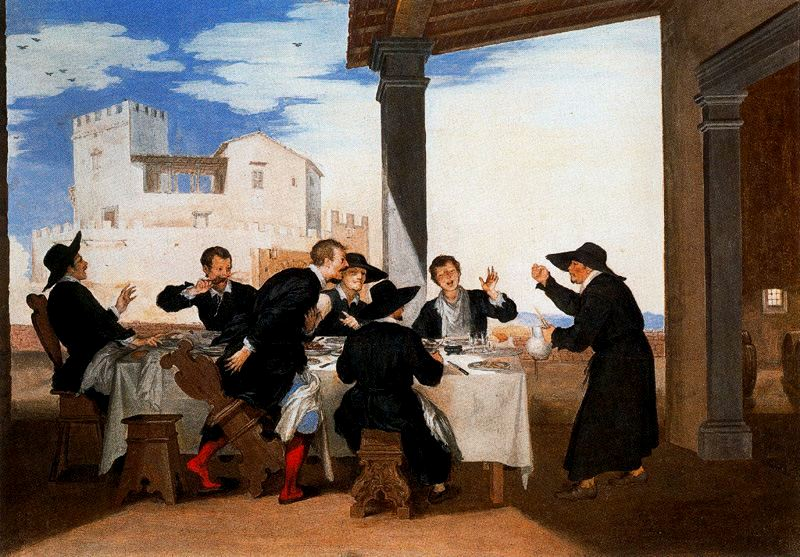
巴爾達薩列·弗朗切斯基尼（英语：Baldassare Franceschini）的《阿爾羅托教區長的玩笑》（La burla del cura Arlotto），107 × 150cm，約作於1640年，吉安卡洛·德·美第奇樞機購買，後成為斐迪南三世·德·美第奇親王的收藏
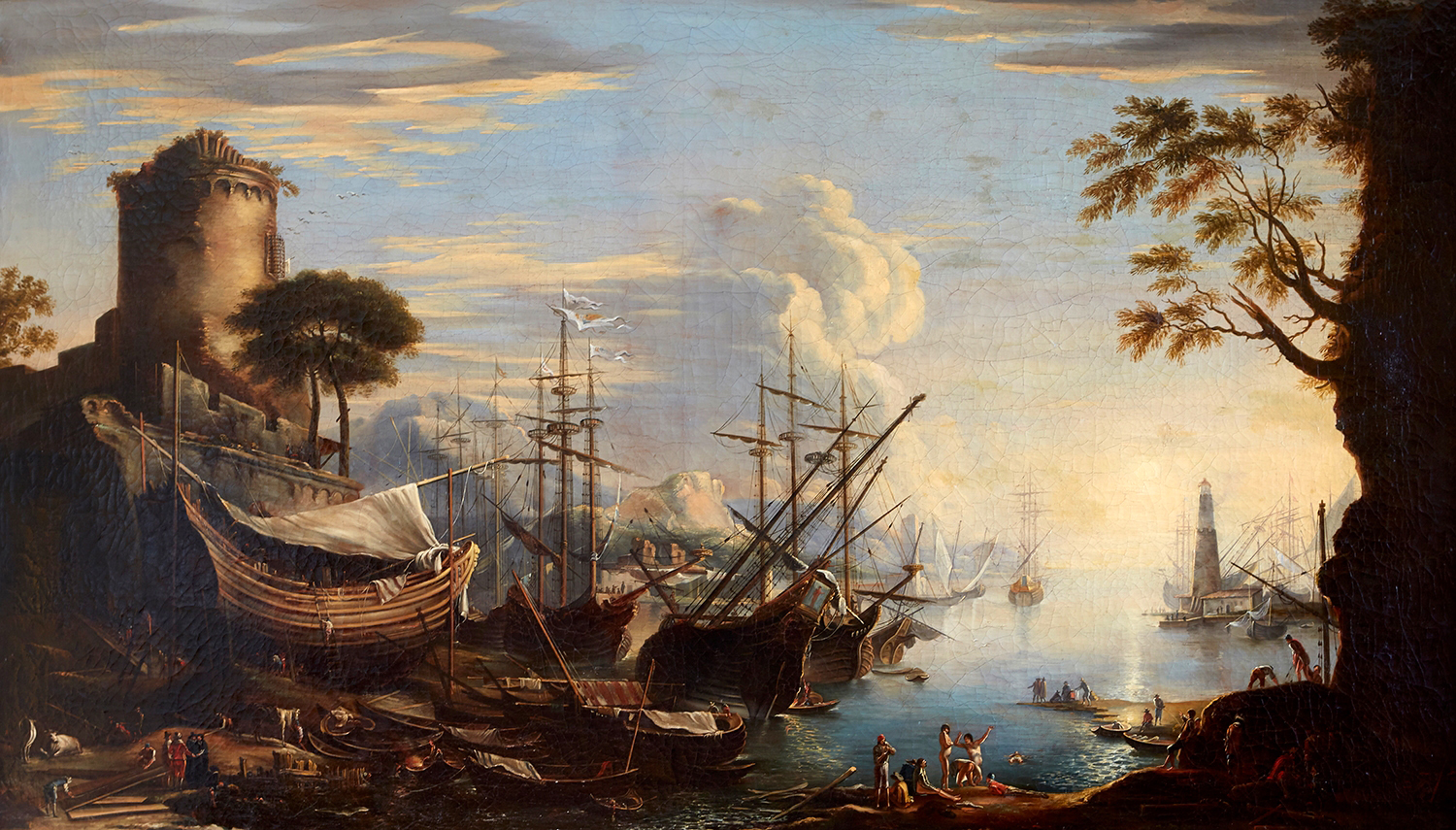
薩爾瓦托·羅薩（英语：Salvator Rosa）的《黃昏海岸》（Marina del puerto），234 × 395.5cm，約作於1641年
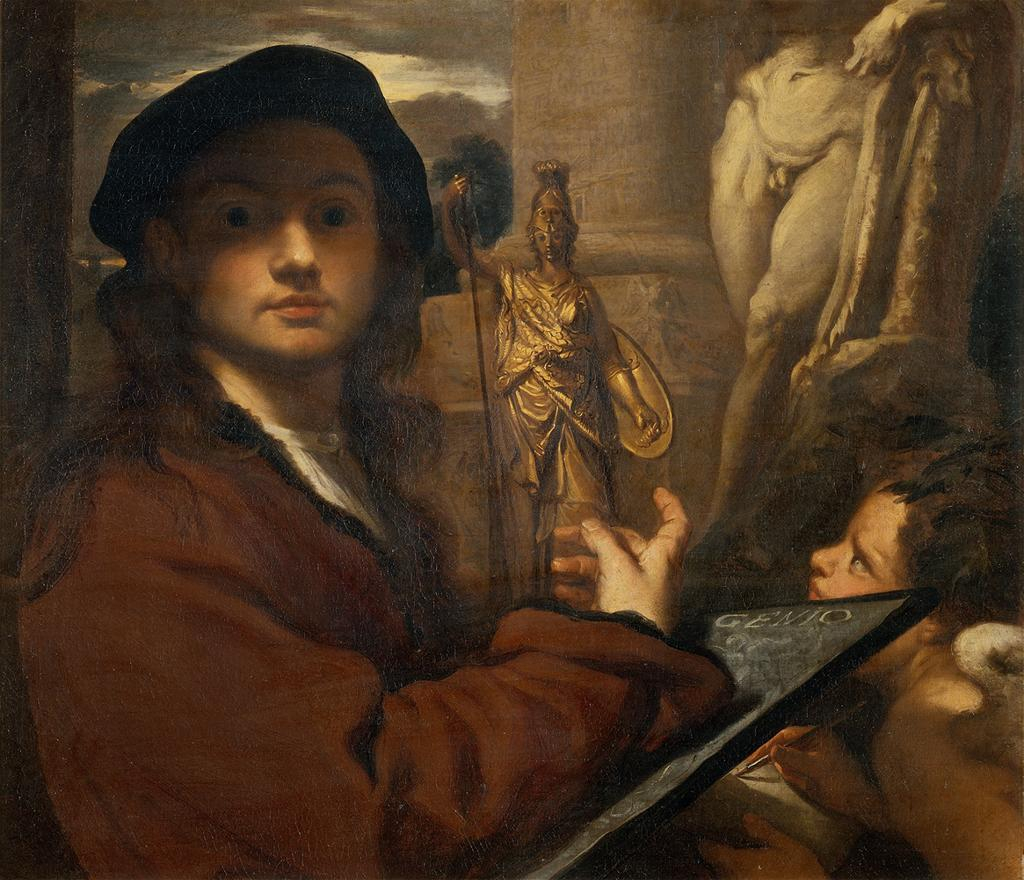
利維奧·梅烏斯（英语：Livio Mehus）的《雕塑天才》（Il genio della scultura），70 × 79cm，約作於1655年，來自斐迪南三世·德·美第奇親王的收藏
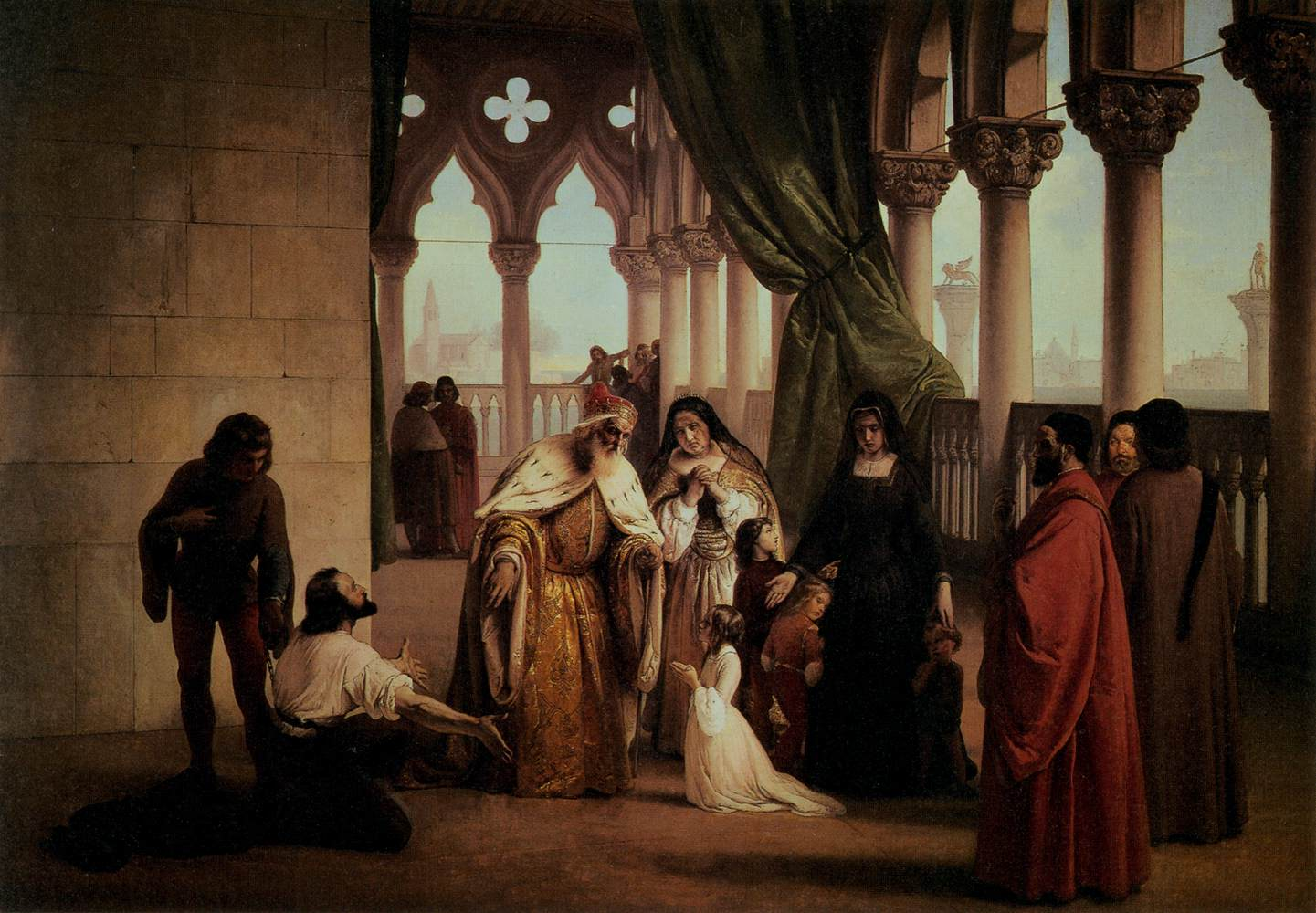
弗朗切斯科·哈耶茲的《雅各布·弗斯卡里的最後會面》（L'ultimo abboccamento di Jacopo Foscari），121 × 167.5cm，約作於1852-1854年，來自安德烈亞·馬費伊（英语：Andrea Maffei）的遺贈
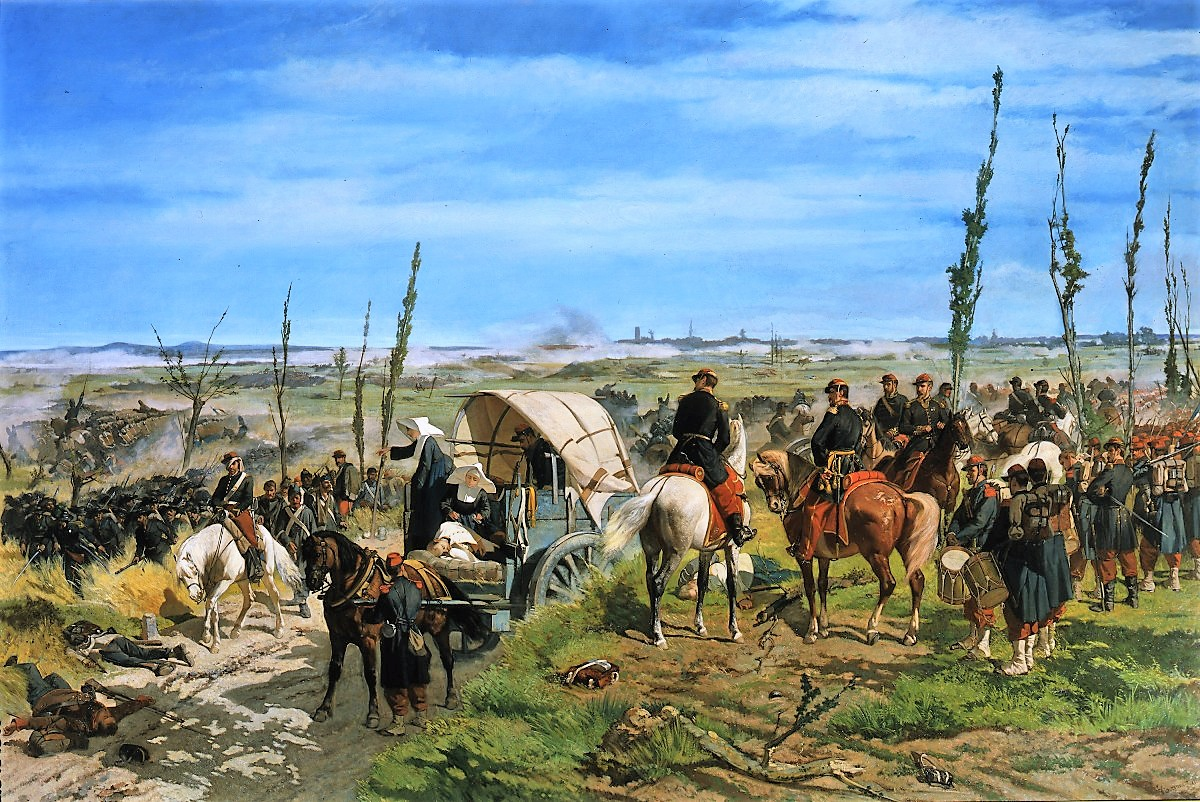
喬瓦尼·法托利（英语：Giovanni Fattori）的《馬真塔戰役後的義大利戰場》（Il campo italiano alla battaglia di Magenta），240 × 348cm，約作於1862年
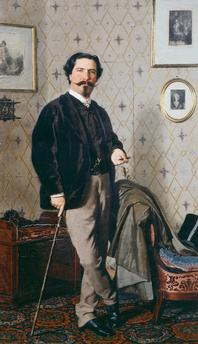
喬瓦尼·波爾蒂尼的《克里斯提亞諾·班提肖像》（Ritratto di Cristiano Banti），57 × 33.5cm，約作於1866年，1985年由畫家的孫女捐贈
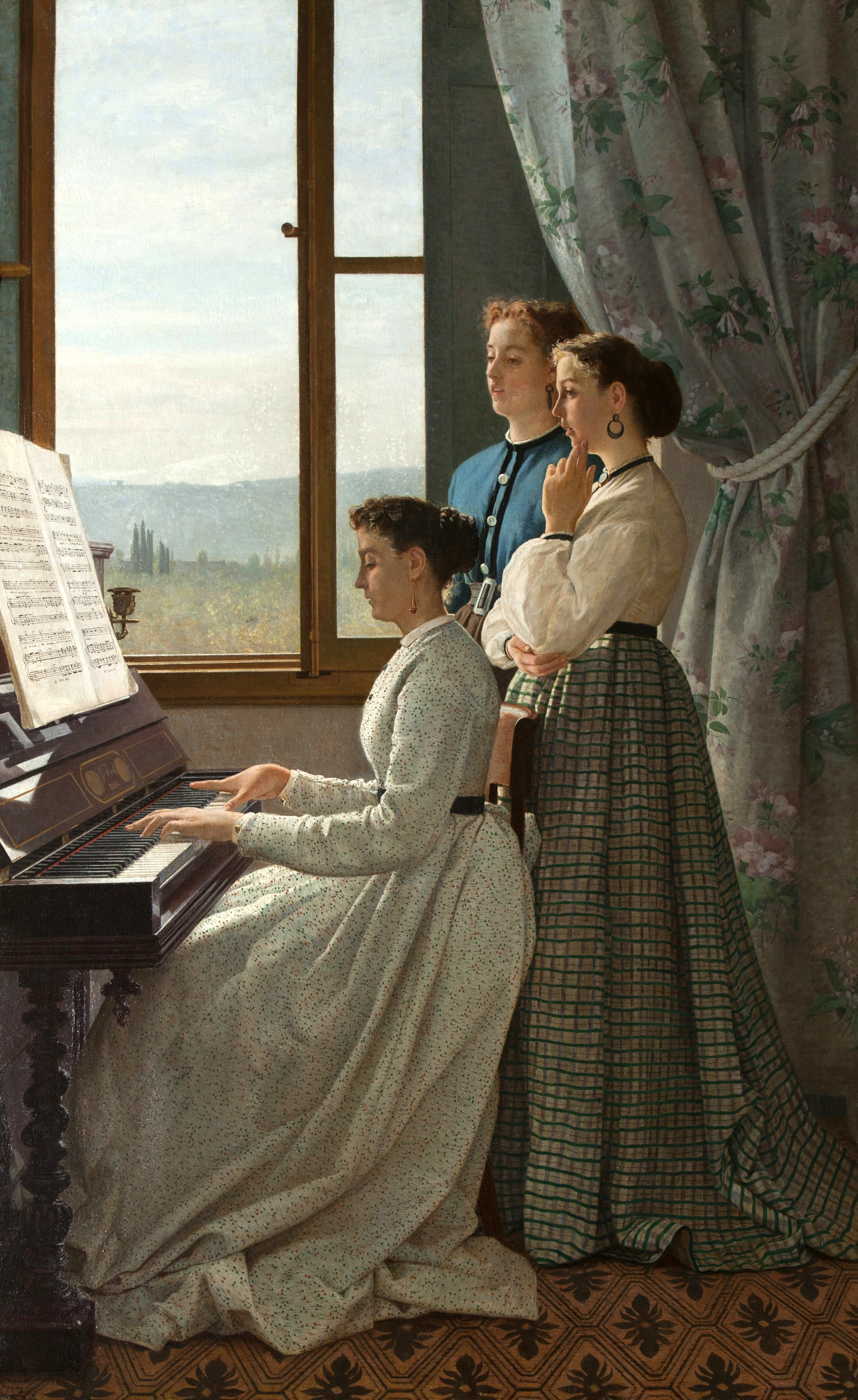
西爾維斯特羅·列加（英语：Silvestro Lega）的《演唱民間歌謠》（Il canto di uno stornello），158 × 98cm，約作於1867年，1985年始藏
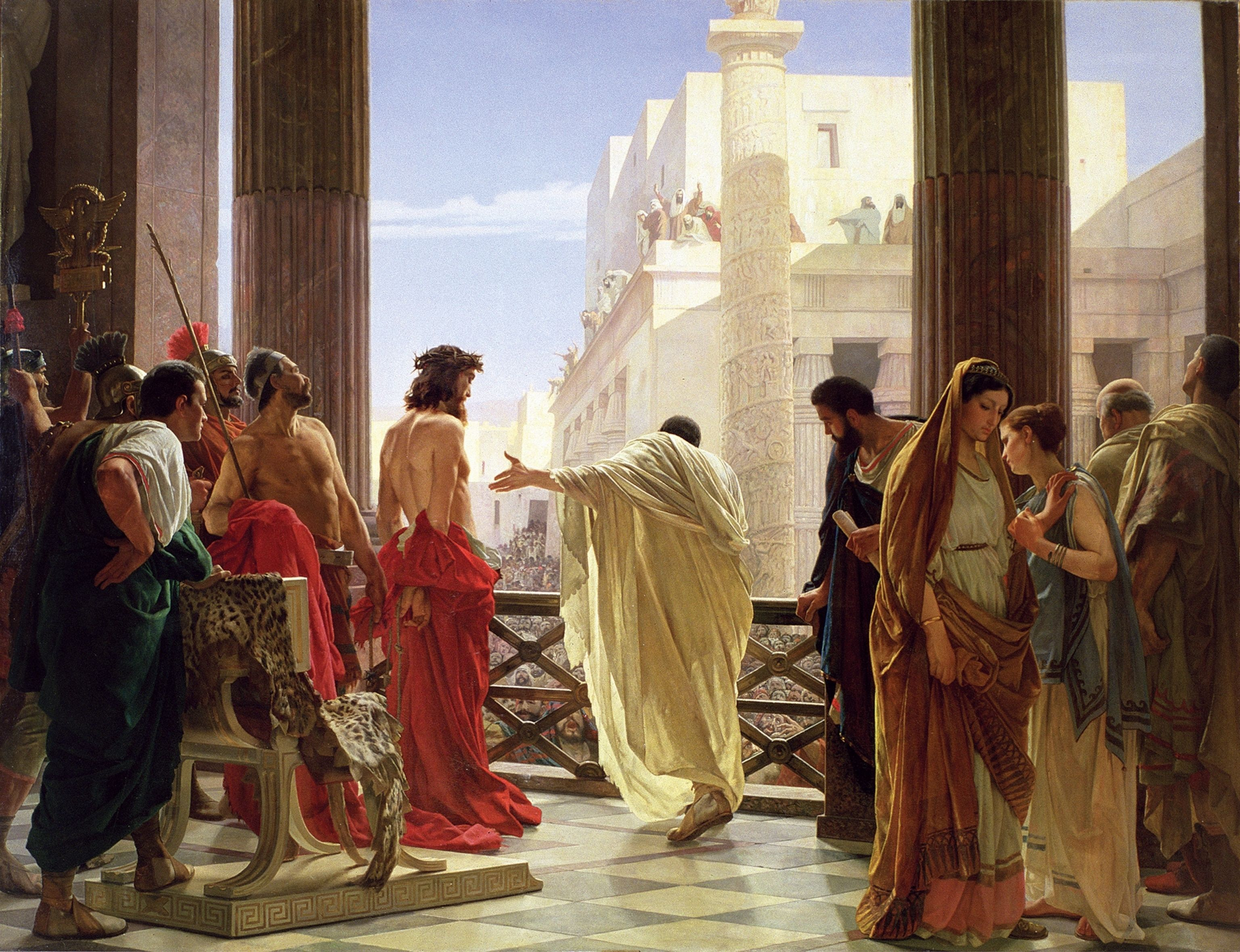
安東尼奧·齊塞里（英语：Antonio Ciseri）的《看哪，這個人！（義大利語：Ecce Homo (Antonio Ciseri)）》，380 × 292cm，約作於1891年，1891年始藏

### 引用
1. ↑   Bietoletti, p.9.
2. ↑   Bietoletti, p.8-9.
3. ↑   Bietoletti, p.22.
4. ↑   Bietoletti, p.24.
5. ↑   Bietoletti, p.28.
6. ↑   Bietoletti, p.30.
7. ↑   Bietoletti, p.32.
8. ↑   Bietoletti, p.33.
9. ↑   Bietoletti, p.34.
10. ↑   Bietoletti, p.36.
11. ↑   Bietoletti, p.38.
12. ↑   Bietoletti, p.40.
13. ↑   Bietoletti, p.41.
14. ↑   Bietoletti, p.42.
15. ↑   Bietoletti, p.46.
16. ↑   Bietoletti, p.48.
17. ↑   Bietoletti, p.50.
18. ↑   Bietoletti, p.54.
19. ↑   Bietoletti, p.58.
20. ↑   Bietoletti, p.60.
21. ↑   Bietoletti, p.62.
22. ↑   Bietoletti, p.64.
23. ↑   Bietoletti, p.66.
24. ↑   Bietoletti, p.70.
25. ↑   Bietoletti, p.71.
26. ↑   Bietoletti, p.72.
27. ↑   Bietoletti, p.73.
28. ↑   Bietoletti, p.76.
29. ↑   Bietoletti, p.78.
30. ↑   Bietoletti, p.80.
31. ↑   Bietoletti, p.84.
32. ↑   Bietoletti, p.85.
33. ↑   Bietoletti, p.88.
34. ↑   Bietoletti, p.90.
35. ↑   Bietoletti, p.92.
36. ↑  Bietoletti, p.94.
37. ↑  Bietoletti, p.100.
38. ↑  Bietoletti, p.108.
39. ↑  Bietoletti, p.111.
40. ↑  Bietoletti, p.118.
41. ↑  Bietoletti, p.129.